# Список судинних рослин Ісландії
Список судинних рослин Ісландії містить перелік з 472 видів (у тому числі 58 — чужорідні), зареєстрованих в Ісландії згідно з МСОП, GRIN та вебсайту Ісландського інституту природної історії. Список налічує 38 видів судинних спорових рослин і один оригінальний ісландський вид голонасінних — ялівець звичайний, але ще три види: модрина сибірська (Larix sibirica), ялина ситхінська (Picea sitchensis) і сосна скручена (Pinus contorta) — широко культивуються та поширюються за межі зон культивації всією територією Ісландії. Решта видів — покритонасінні (151 однодольних (Monocots), 278 евдикот (Eudicots) і 1 вид з порядку лататтєцвітих (Nymphaeales). Один регіонально вимерлий вид, Primula egaliksensis, культивовані види, які не утворили стійких популяцій за межами зон культивації, а також чужорідні випадкові види не включені до списку.  

## Особливості флори судинних рослин
Ісландія має відносно невелику кількість місцевих рослин, частково через свій суворий клімат, а почасти через виверження вулканів. Починаючи приблизно з 870 року, поселенці в Ісландії почали завозити рослини з Великої Британії й/або Скандинавії, будь то навмисно чи випадково. Викопні зразки пилку знайдені у болотяних відкладеннях показують, що валер'яна, подорожник і види роду Полин (Artemisia) з'явилися в Ісландії незабаром після створення людських поселень. Після заселення острова століттями тривало вирубування лісів та інтенсивне випасання овець, що призвело до ерозії ґрунту. Нині рослини переважно покривають пасовища, де регулярно випасають худобу; невеликі березові ліси збереглися в ізольованих резерватах. Країна прагне до відновлення лісів, особливо добре можна спостерігати представників флори й фауни у національних парках острова.
Найбільш притаманним для острова деревом є береза пухнаста (Betula pubescens), яка формує значну частину лісів разом з осикою (Populus tremula), горобиною звичайною (Sorbus aucuparia), ялівцем звичайним (Juniperus communis) та іншими невеликими деревами. Верба філіколиста (Salix phylicifolia), верба шерстиста (Salix lanata), береза карликова (Betula nana) формують чагарникові зарості. Інвазивними породами дерев, які використовують переважно в лісовому господарстві є: тополя бальзамічна (Populus trichocarpa), ялина ситхінська (Picea sitchensis), модрина сибірська (Larix siberica) і сосна скручена (Pinus contorta). Регіони Ісландії майже не відрізняються за характером рослинності, хоча, наприклад, дзвоники круглолисті мінливі (Campanula rotundifolia subsp. polymorpha) та ломикамінь аїзоподібний (Saxifraga aizoides) ростуть на сході країни, а мак полярний (Papaver radicatum) і перестріч лісовий (Melampyrum sylvaticum) — на північному заході. Деякі рослини приурочені до певних місць, наприклад, аспленій північний (Asplenium septentrionale) — рослина північного узбережжя, а плаун булавовидний (Lycopodium clavatum) — південно-східного узбережжя. Видовий поділ роду кульбаба на території Ісландії, як і всюди, є непевним і потребує подальшого експертного аналізу. Рід нечуйвітер (Hieracium) має дуже велику кількість названих видів, загалом приблизно 9000. Арктичні Hieracium, за винятком Hieracium umbellatum, є апогамними (насіння в них розвивається без запліднення) мікровидами. Як і для кульбаби розподіл за видами потребує подальшого експертного аналізу. У поданій нижче таблиці мікровиди нечуйвітра й кульбаби не наведені, однак їхній перелік див. нижче в цьому розділі.
Ендемічними для Ісландії є: Antennaria bocheriana (orth. Antennaria boecherana, Antennaria boecheriana), Hieracium acidophorum, Hieracium acidophyllum, Hieracium acidotoides, Hieracium acroscepes, Hieracium aeolocephalum, Hieracium agastophyes, Hieracium altipetens, Hieracium amphichnoum, Hieracium anelctum, Hieracium angusticranum, Hieracium anochnoum, Hieracium anomodon, Hieracium apachyglossum, Hieracium aphyllocaule, Hieracium apicicomum, Hieracium aquiliforme, Hieracium aquitectum, Hieracium arnarfellense, Hieracium arrostocephalum, Hieracium atrichocephalum, Hieracium atricholepium, Hieracium austurgilense, Hieracium axillifrons, Hieracium basipinnatum, Hieracium belonodontum, Hieracium bipediforme, Hieracium cataponum, Hieracium catoxylepis, Hieracium cephalochnoum, Hieracium chaetolepis, Hieracium chaetophyllum, Hieracium chamaecephalum, Hieracium chamaeodon, Hieracium chasmataeum, Hieracium chordum, Hieracium chrysocladium, Hieracium cladiopogon, Hieracium clomacotes, Hieracium cremnaeiforme, Hieracium cretatum, Hieracium crinosum, Hieracium davidsonii, Hieracium demissum, Hieracium devians, Hieracium diacritum, Hieracium dissotocoides, Hieracium einarssonii, Hieracium erigescens, Hieracium erythrostictum, Hieracium euglaucum, Hieracium euprosopum, Hieracium exsiliusculum, Hieracium floccellum, Hieracium floccilepium, Hieracium floccilimbatum, Hieracium foliolosum, Hieracium furfurosum, Hieracium fusciviride, Hieracium gigantocephalum, Hieracium gilense, Hieracium groentvedii, Hieracium gudbrandii, Hieracium habrodon, Hieracium hafstroendense, Hieracium halfdanii, Hieracium haploum, Hieracium holopleuroides, Hieracium holopleurophyllum, Hieracium holopleurum, Hieracium holostenophyllum, Hieracium hraunense, Hieracium hyocomium, Hieracium hypoleptolepis, Hieracium immodestum, Hieracium ingolfii, Hieracium integrifrons, Hieracium integrilaterum, Hieracium jonassonii, Hieracium kaldalonense, Hieracium leucoclonum, Hieracium leucodetum, Hieracium leucomalloides, Hieracium leucomallum, Hieracium levihirtum, Hieracium longifrons, Hieracium longipilipes, Hieracium lopholepidioides, Hieracium lygistodon, Hieracium macrolasium, Hieracium macropholidium, Hieracium magnidens, Hieracium megalocaulon, Hieracium megalomeres, Hieracium megalophyton, Hieracium megaphyes, Hieracium mesopolium, Hieracium microdon, Hieracium monanthum, Hieracium myrdalense, Hieracium nanidens, Hieracium neorepandum, Hieracium nepium, Hieracium nordenstamii, Hieracium notophilum, Hieracium obtusangulum, Hieracium olafii, Hieracium oncadenium, Hieracium ovatifolians, Hieracium oxyodontophorum, Hieracium oxypleurum, Hieracium pallidivirens, Hieracium pammelanum, Hieracium pauradenium, Hieracium paurocyma, Hieracium paurodontum, Hieracium pellaeocephalum, Hieracium percome, Hieracium percomiforme, Hieracium perlaniferum, Hieracium pernervosum, Hieracium perornaticeps, Hieracium perpiliferum, Hieracium petiolosum, Hieracium phrixoclonum, Hieracium phrixomalliforme, Hieracium phyllochnoum, Hieracium poliobrachium, Hieracium praecordans, Hieracium praegrandiceps, Hieracium praepallens, Hieracium prasinamaurum, Hieracium pullicalicitum, Hieracium pumilare, Hieracium purpuriguttatum, Hieracium pyrolifolium, Hieracium repandilaterum, Hieracium retifolium, Hieracium rhombotum, Hieracium rubrimaculatum, Hieracium sarcophylloton, Hieracium scolopoglossum, Hieracium scytalocephalum, Hieracium semialpinum, Hieracium semianglicum, Hieracium semibipes, Hieracium semipercome, Hieracium semisuperbum, Hieracium senectum, Hieracium senex, Hieracium skarddalicum, Hieracium skutudalicum, Hieracium sococratoideum, Hieracium stefanssonii, Hieracium steffensenii, Hieracium steindorii, Hieracium stellatifolium, Hieracium stictophylloides, Hieracium stoedvarense, Hieracium stroemfeltii, Hieracium subapicicomum, Hieracium subcongenitum, Hieracium subfusciviride, Hieracium subrotundiforme, Hieracium subrotundum, Hieracium tanyclonum, Hieracium tapeinocephalum, Hieracium taraxacifrons, Hieracium thaectolepium, Hieracium thermophilum, Hieracium thingvellirense, Hieracium trichotum, Hieracium tynnoglochin, Hieracium tynnotrichum, Hieracium vikense, Hieracium vogarense, Taraxacum acidotum, Taraxacum acutatum, Taraxacum akranesense, Taraxacum appositum, Taraxacum armatum, Taraxacum azureum, Taraxacum brevihastatum, Taraxacum chloodeum, Taraxacum ciconium, Taraxacum clitolobum, Taraxacum concavum, Taraxacum cordatifrons, Taraxacum cyclocentrum, Taraxacum declive, Taraxacum dentex, Taraxacum devexum, Taraxacum divarium, Taraxacum dolichocentrum, Taraxacum egilsstadirense, Taraxacum espinulosum, Taraxacum furvum, Taraxacum galeiferum, Taraxacum gibberosum, Taraxacum gladiatum, Taraxacum hamidens, Taraxacum hastile, Taraxacum hastiliforme, Taraxacum hoplites, Taraxacum islandicum, Taraxacum isolobum, Taraxacum laticonicum, Taraxacum latidens, Taraxacum latifrons, Taraxacum latihastatum, Taraxacum leucocephalum, Taraxacum lonchophyllum, Taraxacum longihastatum, Taraxacum longisagittatum, Taraxacum longispinulosum, Taraxacum loratum, Taraxacum luteodens, Taraxacum luxurians, Taraxacum macromerum, Taraxacum melanocephalum, Taraxacum mucroniferum, Taraxacum nematolobum, Taraxacum obovatifrons, Taraxacum ostrinum, Taraxacum oxyphoreum, Taraxacum pardinum, Taraxacum parile, Taraxacum perdevexum, Taraxacum pergracile, Taraxacum planifrons, Taraxacum pravicentrum, Taraxacum pravum, Taraxacum rhomboideum, Taraxacum sagittifrons, Taraxacum scalenum, Taraxacum scotolepidiforme, Taraxacum selenodon, Taraxacum selenolobum, Taraxacum sigmoideum, Taraxacum spiculiforme, Taraxacum subcrispum, Taraxacum subeximium, Taraxacum subhoplites, Taraxacum subnefrens, Taraxacum subpardinum, Taraxacum subreduncum, Taraxacum subscolopendricum, Taraxacum triste, Taraxacum ulophyllum, Taraxacum uncatilobum, Euphrasia calida, Euphrasia davidssonii

## Ісландський червоний список судинних рослин
Оприлюднений 2018 року Ісландський червоний список судинних рослин містить: 
- 8 видів на межі зникнення (CR): Asplenium septentrionale, Carex pallescens, Crassula aquatica, Galium palustre, Hymenophyllum wilsonii, Lycopodium clavatum, Melampyrum pratense, Rosa dumalis;
- 6 видів під загрозою вимирання (EN): Asplenium trichomanes, Carex caryophyllea, Carex flava, Danthonia decumbens, Persicaria amphibia, Primula stricta, а також варитет Struthiopteris spicant var. fallax;
- 30 уразливих видів (VU): Ajuga pyramidalis, Andromeda polifolia, Arrhenatherum elatius, Asplenium viride, Botrychium boreale, Campanula uniflora, Carex adelostoma, Carex heleonastes, Cryptogramma crispa, Equisetum sylvaticum, Lysimachia maritima (syn. Glaux maritima), Hippuris tetraphylla, Juncus gerardii, Juncus squarrosus, Lychnis flos-cuculi, Micranthes foliolosa, Ophioglossum azoricum, Oxalis acetosella, Persicaria maculosa, Populus tremula, Ranunculus auricomus (syn. Ranunculus islandicus), Rosa spinosissima, Ruppia maritima, Sagina caespitosa, Sesleria caerulea (syn. Sesleria albicans), Spergularia marina (syn. Spergularia salina), Stellaria borealis, Vaccinium vitis-idaea, Veronica anagallis-aquatica, Vicia sepium, а також підвид Papaver radicatum ssp. stefanssonii;
- 10 видів близьких до загрозливого стану (NT): Botrychium simplex (syn. Botrychium tenebrosum), Carex diandra, Carex nardina, Crepis paludosa, Gnaphalium uliginosum, Holcus lanatus, Hydrocotyle vulgaris, Isoetes lacustris, Neottia ovata (syn. Listera ovata), Paris quadrifolia
- також 1 регіонально вимерлий вид, 8 видів і 1 варитет зі статусом DD, 13 видів і 1 варитет зі статусом LC і 5 видів не відповідають критеріям оцінки (NA)[3].

## Список судинних рослин Ісландії
| Видова назва                                                                                     | Особливості поширення | Статус МСОП | Зображення |
| Судинні спорові                                                                                  | |             |            |
| Клас: Хвощевидні (Equisetopsida)                                                                 | |             |            |
| Порядок: Хвощові (Equisetales)                                                                   | |             |            |
| Родина: Хвощові (Equisetaceae)                                                                   | |             |            |
| Хвощ польовий * Equisetum arvense L.                                                             | Поширений по всій країні, від низин до висот близько 1000 м. |             |            |
| Хвощ річковий * Equisetum fluviatile L.                                                          | Росте по всій країні, від низин до висоти 700 м. | LC          |            |
| Хвощ зимовий * Equisetum hyemale L.                                                              | Зростає у всіх регіонах, але дуже розсіяно, від низин до висоти 700 м. | LC          |            |
| Хвощ болотний * Equisetum palustre L.                                                            | Поширений по всій країні, від низин до висоти 730 м. | LC          |            |
| Хвощ лучний * Equisetum pratense Ehrh.                                                           | Поширений по всій країні, від низин до висоти 740 м. |             |            |
| Хвощ лісовий * Equisetum sylvaticum L.                                                           | Трапляється в Ісландії зрідка, зростає тільки в кількох місцях на східному узбережжі й на північному заході. |             |            |
| Хвощ рябий * Equisetum variegatum Schleich. ex F.Weber & D.M.H.Mohr                              | Поширений по всій країні, від низин до висоти 1000 м. |             |            |
| Клас: Ізоетопсиди (Isoetopsida)                                                                  | |             |            |
| Порядок: Isoetales                                                                               | |             |            |
| Родина: Молодильникові (Isoetaceae)                                                              | |             |            |
| Молодильник колючоспорий Isoetes echinospora Durieu                                              | Зростає постійно зануреним у воду ставків і озер, розташованих переважно поблизу узбережжя. Трапляється від низин до висоти 400 м. | LC          |            |
| Молодильник озерний * Isoetes lacustris L.                                                       | Рідкісний вид, знайдений у кількох місцях на південному заході країни. | LC          |            |
| Порядок: Selaginellales                                                                          | |             |            |
| Родина: Плаункові (Selaginellaceae)                                                              | |             |            |
| Плаунок плауноподібний * Selaginella selaginoides (L.) Schrank & Mart.                           | Дуже поширений по всій країні, зростає від низин до висоти 900 м. |             |            |
| Клас: Плауновидні (Lycopodiopsida)                                                               | |             |            |
| Порядок: Плаунові (Lycopodiales)                                                                 | |             |            |
| Родина: Плаунові (Lycopodiaceae)                                                                 | |             |            |
| Баранець звичайний * Huperzia selago (L.) Bernh. ex Schrank & Mart.                              | Поширений по всій країні, від низин до висоти 1200 м. |             |            |
| Зелениця альпійська * Diphasiastrum alpinum (L.) Holub                                           | Є досить поширеним, найбільше на півночі, трапляється від низин до висоти 700 м. |             |            |
| Плаун колючий * Lycopodium annotinum L.                                                          | Досить рідкісний по всій країні, але доволі численний в окремих районах. Росте від низин до висоти 400 м. |             |            |
| Плаун булавовидний * Lycopodium clavatum L.                                                      | Дуже рідкісний в Ісландії. |             |            |
| Клас: Папоротевидні (Polypodiopsida)                                                             | |             |            |
| Порядок: Hymenophyllales                                                                         | |             |            |
| Родина: Hymenophyllaceae                                                                         | |             |            |
| Hymenophyllum wilsonii Hook.                                                                     | Вид знайдений лише в одному місці на півдні країни (на висоті близько 30 м над рівнем моря), тому перебуває під захистом. |             |            |
| Порядок: Багатоніжкові (Polypodiales)                                                            | |             |            |
| Родина: Аспленієві (Aspleniaceae)                                                                | |             |            |
| Аспленій північний * Asplenium septentrionale (L.) Hoffm.                                        | Дуже рідкісний, можна знайти тільки на півночі. |             |            |
| Аспленій волосовидний * Asplenium trichomanes L.                                                 | Вкрай рідкісний, знайдений тільки в чотирьох місцях на півдні й захищений відповідно до природоохоронних законів. |             |            |
| Аспленій зелений * Asplenium viride Huds.                                                        | Захищений, як і всі ісландські папороті роду Аспленій. Рідкісний, знайдений лише у восьми осередках на півдні, сході й півночі країни. |             |            |
| Родина: Безщитникові (Athyriaceae)                                                               | |             |            |
| Безщитник розставленолистий * Athyrium distentifolium Tausch ex Opiz                             | Прив'язаний до регіонів (переважно на півночі й північному заході Ісландії), де сніг лежить довго. Зростає від низин до висоти 520 м. |             |            |
| Безщитник жіночий * Athyrium filix-femina (L.) Roth ex Mert.                                     | Переважно зростає в лавових тріщинах або на крутих схилах. Досить рідкісний, найпоширеніший на південному заході й північному заході. |             |            |
| Родина: Блехнумові (Blechnaceae)                                                                 | |             |            |
| Блехнум колосистий * Blechnum spicant (L.) Sm.                                                   | Рідкісний. Росте тільки в низинних районах (переважно нижче 200 м). Найпоширеніший на півночі, північному заході та сході. |             |            |
| Родина: Міхурницеві (Cystopteridaceae)                                                           | |             |            |
| Міхурниця ламка * Cystopteris fragilis (L.) Bernh.                                               | Поширений по всій країні. |             |            |
| Голокучник дубовий * Gymnocarpium dryopteris (L.) Newman                                         | Поширений на півночі, заході й сході країни. Росте серед чагарників, в лавових отворах та інших тінистих місцях. |             |            |
| Родина: Щитникові (Dryopteridaceae)                                                              | |             |            |
| Щитник розпростертий * Dryopteris expansa (C. Presl) Fraser-Jenk. & Jermy                        | Доволі рідкісний. Найбільш поширений на північному заході. Росте у лавових тріщинах або на трав'яних схилах. |             |            |
| Папороть чоловіча * Dryopteris filix-mas (L.) Schott                                             | Досить рідкісний. Найбільш поширений на узбережжях західних фйордів та півостровів. |             |            |
| Багаторядник списовидний * Polystichum lonchitis (L.) Roth                                       | Зростає по всій країні (найвище місце зростання перебуває на рівні 700 м). Трапляється переважно в глибоких западинах, ярах і на берегах засніжених районів. |             |            |
| Родина: Багатоніжкові (Polypodiaceae)                                                            | |             |            |
| Багатоніжка звичайна * Polypodium vulgare L.                                                     | Часто трапляється на заході й півдні країни, де зростає переважно в ущелинах, розташованих нижче 300 м над рівнем моря. |             |            |
| Родина: Птерисові (Pteridaceae)                                                                  | |             |            |
| Cryptogramma crispa (L.) R. Br. ex Hook.                                                         | Знайдений тільки в двох осередках на берегах західних фйордів. |             |            |
| Родина: Теліптерисові (Thelypteridaceae)                                                         | |             |            |
| Фегоптерис з'єднуючий * Phegopteris connectilis (Michx.) Watt                                    | Поширений на заході, але рідкісний в інших регіонах країни. Зростає серед чагарників, у лавових тріщинах та інших затінених місцях майже виключно в низинах нижче 350 м. |             |            |
| Родина: Вудсієві (Woodsiaceae)                                                                   | |             |            |
| Вудсія альпійська * Woodsia alpina Bolton (S.F.Gray)                                             | Рідкісний. Переважно трапляється на заході. |             |            |
| Вудсія ельбська * Woodsia ilvensis(L.) R.Br.                                                     | Поширений на півдні, але рідкісний на півночі Ісландії. Зростає у лавових отворах, тріщинах і на скелях від низин до 650 м. |             |            |
| Клас: Псилотоподібні (Psilotopsida)                                                              | |             |            |
| Порядок: Вужачковидні (Ophioglossales)                                                           | |             |            |
| Родина: Вужачкові (Ophioglossaceae)                                                              | |             |            |
| Botrychium boreale (Fr.) Milde                                                                   | Рідкісний, відомий сьогодні тільки з 20 місць; більшість осередків розташована від низин до близько 400 м. |             |            |
| Botrychium lanceolatum (S.G.Gmel.) Ångström                                                      | Дуже рідкісний, трапляється розсіяно по всій країні. Більшість осередків розташована від низин до 450 м, найвищий — на висоті 750 м. |             |            |
| Гронянка півмісяцева * Botrychium lunaria (L.) Sw.                                               | Поширений по всій країні, від низин до 700 м. Рослина зазвичай зростає на трав'яних полях або болотах. |             |            |
| Botrychium minganense Vict.                                                                      | Рідкісний, знайдений у кількох осередках, зокрема, на півдні країни. |             |            |
| Botrychium nordicum Stensvold & Farrar                                                           | Був знайдений в чотирьох місцях в Ісландії в різних частинах країни. |             |            |
| Botrychium simplex E. Hitchc.                                                                    | Це рідкісний вид, що зростає на прохолодних, піщаних ґрунтах, особливо поширений на південно-східному узбережжі країни. |             |            |
| Ophioglossum azoricum C. Presl                                                                   | Рідкісний, трапляється майже виключно в геотермальних туфових районах, зокрема на висоті 1180 м. |             |            |
| Голонасінні                                                                                      | |             |            |
| Клас: Хвойні (Pinopsida)                                                                         | |             |            |
| Порядок: Соснові (Pinales)                                                                       | |             |            |
| Родина: Соснові (Pinaceae)                                                                       | |             |            |
| Ялівець звичайний * Juniperus communis L.                                                        | Поширений майже по всій країні. Відсутній у центральних гірських місцевостях. | LC          |            |
| Модрина сибірська Larix sibirica Ledeb.                                                          | Інтродукований у 1922 році. Широко культивується і самовільно розростається. |             |            |
| Ялина ситхінська Picea sitchensis (Bong.) Carrière                                               | Вид, завезений з Аляски у середині минулого століття. Широко культивувався й у деяких місцях з'явилися його дикорослі популяції. |             |            |
| Сосна скручена Pinus contorta Douglas ex Loudon                                                  | Дерево, що завозилось переважно з Аляски, особливо після 1960 року. Добре росте в Ісландії, й у кількох місцях вид значно поширився й утворив дикі ліси. |             |            |
| Покритонасінні                                                                                   | |             |            |
| Порядок: Лататтєцвіті (Nymphaeales)                                                              | |             |            |
| Родина: Лататтєві (Nymphaeaceae)                                                                 | |             |            |
| Глечики малі * Nuphar pumila (Timm) DC.                                                          | Вид був висаджений у Дияконовому озері в Акурейрі у 1970 році й розквітає там добре і значно поширився, в тому числі до інших водойм. | LC          |            |
| Клада: Однодольні                                                                                | |             |            |
| Порядок: Аїроцвіті (Acorales)                                                                    | |             |            |
| Родина: Аїрові (Acoraceae)                                                                       | |             |            |
| Аїр тростиновий * Acorus calamus L.                                                              | Інтродукований вид. | LC          |            |
| Порядок: Частухоцвіті (Alismatales)                                                              | |             |            |
| Родина: Тризубцеві (Juncaginaceae)                                                               | |             |            |
| Тризубець морський * Triglochin maritima L.                                                      | Досить рідкісний, який росте в солоних болотах або на берегах річок і пасовищах, як правило, близько до моря. Знайдений у кількох місцях по різних частинах країні, але на невеликих площах. | LC          |            |
| Тризубець болотний * Triglochin palustris L.                                                     | Поширений по всій країні, за винятком деяких частин нагір'я, від низин до близько 650 м, найвище — 750 м. | LC          |            |
| Родина: Рдесникові (Potamogetonaceae)                                                            | |             |            |
| Рдесник альпійський * Potamogeton alpinus Balb.                                                  | Поширений у ставках і озерах, за винятком центральної частини нагір'я. Росте зануреним у воду від низин до 600—700 м. | LC          |            |
| Рдесник Берхтольда * Potamogeton berchtoldii Fieber                                              | У багатьох районах країни на рівнині на мілководді. | LC          |            |
| Рдесник стиснутий * Potamogeton compressus L.                                                    | Рослина вперше була відкрита влітку 2012 року у прісній воді, де вона широко зростає на дні на глибині 1.7 м |             |            |
| Рдесник злаколистий * Potamogeton gramineus L.                                                   | Поширений в низинах країни. Зростає на мілководді боліт, в мілких водоймах і спокійних струмках. | LC          |            |
| Рдесник плавучий * Potamogeton natans L.                                                         | Зростає в глибоких ставках, озерах. Росте по всій країні в низинах, найбільш поширений на південному заході та в муніципалітеті Fljótsdalshérað. | LC          |            |
| Рдесник туполистий * Potamogeton obtusifolius Mert. & W.D.J.Koch                                 | Вид присутній в Ісландії згідно з Базою даних рослин Європи та Середземномор'я з посиланням на Löve, Á. Flora of Iceland. — Reykjavik : Almenna Bókafélagid, 1983. — 403 с.. | LC          |            |
| Рдесник пронизанолистий * Potamogeton perfoliatus L.                                             | По всій країні в низинах, особливо в теплих водах, рідкісний на північному сході й північному заході, нема в центральній гірській місцевості. | LC          |            |
| Рдесник довгий * Potamogeton praelongus Wulfen                                                   | Зростає глибоко під водою, трапляється по всій країні в низинах, особливо у великих озерах і глибоких ставках. | LC          |            |
| Рдесник маленький * Potamogeton pusillus L.                                                      | Вид присутній в Ісландії згідно з Базою даних рослин Європи та Середземномор'я з посиланням на Tutin, T. G., Heywood, V. H., Burges, N. A., Valentine, D. H., Walters, S. M. & Webb, D. A. Flora Europaea. — Cambridge : Cambridge University Press, 1964–1980. — Т. 1–5..                                                                                        | LC          |            |
| Stuckenia filiformis (Pers.) Borner                                                              | Поширений по всій країні. |             |            |
| Zannichellia palustris * L.                                                                      | Рідкісний, але зібраний у кількох місцях, розподілених по всій країні. Водна рослина, яка зростає переважно біля моря, часто у водоймах або водних потоках, куди морська вода проникає з припливом. Іноді трапляється у воді геотермальних джерел на суходолі. Поширений тільки в низинах, найвища популяція розташована в теплому озері на висоті близько 270 м. | LC          |            |
| Родина: Рупієві (Ruppiaceae)                                                                     | |             |            |
| Рупія великовусикова * Ruppia cirrhosa (Petagna) Grande                                          | Зростає під водою в морських лагунах. Рідкісний вид, знайдений у кількох місцях по всій країні. | LC          |            |
| Рупія морська * Ruppia maritima L.                                                               | Вид знайдений ув Аустурланді. | LC          |            |
| Родина: Тофільдієві (Tofieldiaceae)                                                              | |             |            |
| Tofieldia pusilla (Michx.) Pers.                                                                 | Зростає на болотах і необроблених землях, поширений по всій країні, від низин до 900 м. |             |            |
| Родина: Камкові (Zosteraceae)                                                                    | |             |            |
| Камка морська * Zostera marina L.                                                                | Росте на багатьох пляжах західного узбережжя, але рідкісний в інших місцях. | LC          |            |
| Порядок: Холодкоцвіті (Asparagales)                                                              | |             |            |
| Родина: Амарилісові (Amaryllidaceae)                                                             | |             |            |
| Цибуля дика * Allium oleraceum L.                                                                | Імпортований для вирощування в кількох місцях в минулі століття, дещо поширився і залишився, принаймні, у двох осередках. |             |            |
| Родина: Орхідні (Orchidaceae)                                                                    | |             |            |
| Коральковець тричінадрізаний * Corallorhiza trifida Châtel.                                      | Поширений по всій країні, але зростає дуже розсіяно. Його популяції знайдені від низин до найвище 500 м. |             |            |
| Зозульки плямисті * Dactylorhiza maculata (L.) Soo                                               | Відомий по всій країні, особливо в сільських районах. |             |            |
| Язичок зелений * Dactylorhiza viridis (L.) R.M.Bateman, Pridgeon & M.W.Chase                     | Поширений по всій країні від низин до близько 700 м, частіше трапляється в базальтових горах на півночі й сході, ніж в інших місцях. |             |            |
| Зозулині сльози серцелисті * Neottia cordata (L.) Rich.                                          | Росте на пустках і в чагарниках. Досить поширений по всій країні, але рідкісніший на півдні. Трапляється від низовин до 400 м (найвище 750 м). |             |            |
| Зозулині сльози яйцеподібні * Neottia ovata (L.) Bluff & Fingerh.                                | Рідкісний і дещо розкиданий по всій країні вид. Зростає найчастіше в лісистій місцевості або чагарниках. Трапляється переважно в низинах, хоча подекуди підіймається до висоти 200 м. |             |            |
| Platanthera hyperborea (L.) Lindl.                                                               | Поширений по всій країні від низин до 500 м. |             |            |
| Псевдорхіс білуватий * Pseudorchis albida (L.) Á.Löve & D.Löve                                   | Досить поширений по всій країні, від низин до 500—600 м, найвище 720 м. Зростає на пустках, вересових і трав'яних схилах, більш поширений на півночі й сході країни, ніж в інших місцях. |             |            |
| Порядок: Лілієцвіті (Liliales)                                                                   | |             |            |
| Родина: Півникові (Iridaceae)                                                                    | |             |            |
| Півники болотні * Iris pseudacorus L.                                                            | Чужорідний вид, який було знайдено в трьох місцях. | LC          |            |
| Родина: Мелантієві (Melanthiaceae)                                                               | |             |            |
| Вороняче око звичайне * Paris quadrifolia L.                                                     | Трава рідкісна і перебуває під природоохоронним захистом. Найпоширеніший на південному заході, північному заході й півночі в низинах нижче 300 м. |             |            |
| Порядок: Тонконогоцвіті (Poales)                                                                 | |             |            |
| Родина: Осокові (Cyperaceae)                                                                     | |             |            |
| Carex adelostoma V.I.Krecz.                                                                      | Вид знайдений в кількох осередках на півночі країни. | DD          |            |
| Осока чорнувата * Carex atrata L.                                                                | Відома по всій країні, але трапляється вкрай рідко. Зростає на болотах, лучних схилах, у ярах і на скелях від низин до 700 м, найвище 800 м. |             |            |
| Осока двоколірна * Carex bicolor Bellardi ex All.                                                | Зростає вздовж північно-східного нагір'я й уздовж річок, які течуть із нього, особливо на висотах 300—700 м. | LC          |            |
| Осока Бігелова * Carex bigelowii Torr. ex Schwein.                                               | Дуже поширений по всій країні. Зростає від низин до 1100 м висоти, найвище 1220 м. |             |            |
| Осока буріюча * Carex brunnescens (Pers.) Poir.                                                  | Рідкісний, найбільш поширений на північному сході країни; переважно зростає від низин до 400 м, найвище 600 м. | LC          |            |
| Осока Буксбаума * Carex buxbaumii Wahlenb.                                                       | Рослина дуже рідко трапляється лише в одному місці в Східній Ісландії | LC          |            |
| Осока попелясто-сіра * Carex canescens L.                                                        | Поширений по всій країні в низинах. | LC          |            |
| Осока волосинчаста * Carex capillaris L.                                                         | Поширений по всій країні від низин до 600 м, найвища точка розташована на висоті 750 м. |             |            |
| Carex capitata L.                                                                                | Зростає на сухих луках і болотах, частіше на північному сході, ніж в інших місцях. Трапляється від низовин до висоти 600 м, найвищий осередок знайдений на рівні 750 м. |             |            |
| Осока весняна * Carex caryophyllea Latourr.                                                      | Єдине місцеперебування розташоване на Рейк'янесскаґі. |             |            |
| Осока тонкокореневищна * Carex chordorrhiza L.f.                                                 | Поширений у заболочених місцинах по всій країні, але рідкісний на південно-східному узбережжі. Росте від низин до висот 550—680 м. | LC          |            |
| Осока двотичинкова * Carex diandra Schrank                                                       | Досить рідкісний на півдні країни. Найбільш поширений, як видається, в пустелі нижче 200 м над рівнем моря. | LC          |            |
| Осока дводомна * Carex dioica L.                                                                 | Зростає по всій країні, на болотах від низин до висот 500—620 м. Всюди поширений, за винятком півдня. |             |            |
| Осока їжакова * Carex echinata Murray                                                            | Поширений у центральних районах, але рідкісний в інших місцях або відсутній. Більшість місць зростання розташовані в низинах та передгір'ях на висотах до 200 м. | LC          |            |
| Осока слабка * Carex flacca Schreb.                                                              | Досить поширений в деяких районах на півдні й південному заході. Зростає переважно на трав'яних схилах і мулових відкладеннях нижче 200—250 м над рівнем моря. |             |            |
| Осока жовта * Carex flava L.                                                                     | Рідкісний. Знайдений у кількох низинних осередках на півночі острова. |             |            |
| Carex glacialis Mack.                                                                            | Поширений у багатьох районах на північному сході. Зростає від низин до висот 800—900 м. |             |            |
| Carex glareosa Schkuhr ex Wahlenb.                                                               | Поширений уздовж моря по всій країні. | LC          |            |
| Осока торфова * Carex heleonastes L. f.                                                          | Рідкісний; перебуває під охороною. Зростає в затоплюваних бухтах і на болотах півночі. | DD          |            |
| Carex krausei Boeck.                                                                             | Поширений на північ від льодовиків, особливо в гірській місцевості. Зростає на висотах від 200 до 700 м. |             |            |
| Осока Лахеналя * Carex lachenalii Schkuhr                                                        | Ареал охоплює майже всю країну, ця осока відсутня або зрідка трапляється в низинах. Зона розповсюдження сягає висоти 1200 м. | LC          |            |
| Осока багнова * Carex limosa L.                                                                  | Зростає в низинах, особливо на півдні й заході на висотах до 300—470 м. | LC          |            |
| Carex livida (Wahlenb.) Willd.                                                                   | Рідкісний. Описаний тільки в залитих водою місцях на висотах до 250—330 м. | LC          |            |
| Carex lyngbyei Hornem.                                                                           | Поширений в низинах по всій країні, в деяких районах відомий на висотах до 500—700 м над рівнем моря. Зростає в заболочених місцинах. | LC          |            |
| Carex mackenziei V. I. Krecz.                                                                    | Населяє солончаки по всій країні за винятком південного узбережжя. |             |            |
| Carex macloviana D'Urv.                                                                          | Зростає на трав'яних полях на висотах 6–1000 м. |             |            |
| Carex magellanica Lam.                                                                           | Розсіяно трапляється в північній Ісландії. | LC          |            |
| Carex maritima Gunnerus                                                                          | Населяє прибережні райони, ділянки уздовж великих річок, а також піщані пустелі центральної гірської місцевості на висотах до 900—1020 м. |             |            |
| Carex microglochin Wahlenb.                                                                      | Поширений по всій країні від низин до висот 600—770 м. Зростає в заболочених місцинах. | LC          |            |
| Carex nardina (Hornem.) Fr.                                                                      | Рідкісний, був знайдений на півночі у гірській місцевості переважно на висотах від 600 до 1100 м. |             |            |
| Осока чорна * Carex nigra (L.) Reichard                                                          | Поширений по всій країні від низин до рівня 600—950 м. Зростає на болотах і в бухтах. | LC          |            |
| Carex norvegica Retz.                                                                            | Поширений по всій країні, лише на півдні рідкісний. Зростає від низин до висот 700—780 м. | LC          |            |
| Осока бліда * Carex pallescens L.                                                                | В Ісландії знайдений тільки в двох місцях на пд. і сх. узбережжі. |             |            |
| Осока просовидна * Carex panicea L.                                                              | Поширений всією країною від низин до висоти 350 м, але зростає на більш високих рівнях на півдні й північному сході (найвище на 550 м). Трапляється у трав'яних напівболотних угіддях. |             |            |
| Осока кульконосна * Carex pilulifera L.                                                          | Досить рідкісний, обмежений деякими регіонами на півночі, сході й заході. Був виявлений тільки в низинах нижче 200 м над рівнем моря. |             |            |
| Carex pulicaris L.                                                                               | Рідкісний вид, який трапляється в деяких районах на півночі східного узбережжя і північному заході. |             |            |
| Carex ramenskii Kom.                                                                             | Зростає тільки на солоних болотах поблизу океану, або солончаках річкових лук. Часто утворює суцільний покрив біля океану. Відомий у багатьох місцях, за винятком солончаків Судурланду. |             |            |
| Carex rariflora (Wahlenb.) Sm.                                                                   | Поширений по всій країні, особливо на високогірних болотах. Найчастіше трапляється на висотах від 300 до 750—920 м, але в декількох місцях зростає в низинах. | LC          |            |
| Осока здута * Carex rostrata Stokes                                                              | Зростає на болотах, у бухтах і ставках. Поширений по всій країні від низин до приблизно 700—750 м. | LC          |            |
| Carex rufina Drejer                                                                              | Досить рідкісний. Найбільш поширений у гірській місцевості, як правило, на висотах 400—800 м, найвищий осередок розташований на висоті 930—950 м. Часто трапляється вздовж краю снігів, по краях боліт, уздовж ставків. |             |            |
| Осока скельна *Carex rupestris All.                                                              | Дуже поширений на північному сході країни, особливо в центрі острова. Добре росте високо в горах на рівні до 1050 м. Притаманний сухим торфовищам. |             |            |
| Carex saxatilis L.                                                                               | Відомий у більшій частині країни від низин до висот близько 700 м, однак рідкісний у деяких районах на півдні. Зростає на болотах, часто кам'янистих. | LC          |            |
| Carex subspathacea Wormsk. ex Hornem.                                                            | Поширений на соляних болотах (солончаках) північної та східної частин країни, менш поширений в інших місцях. | LC          |            |
| Осока піхвова * Carex vaginata Tausch                                                            | Зростає на всій території країни, за винятком півдня, де рідкісний. Трапляється на болотах, в лісах або чагарниках. Осередки розташовані від низовин до висоти близько 500—600 м. | LC          |            |
| Осока зеленувата * Carex viridula Michx.                                                         | Зростає у вологому середовищі: на берегах ставків, струмків або на вологому ґрунті на скельних виступах. Трапляється переважно в низинах (до 200 м), найвищі популяції розташовані на рівні 270—300 м. |             |            |
| Ситняг голчастий * Eleocharis acicularis (L.) Roem. & Schult.                                    | Росте на ставках або каламутних потоках тільки в низинах. | LC          |            |
| Ситняг болотний * Eleocharis palustris (L.) Roem. & Schult.                                      | Зростає в основному у відносно мілкій воді ставків, каналів і озер. Поширений по всій країні в низинах або нижче 200 м. Проте, був виявлений у геотермальних районах до 600 м. | LC          |            |
| Ситняг п'ятиквітковий * Eleocharis quinqueflora (Hartmann) O.Schwarz                             | Поширений по всій країні, але не дуже часто. Часто зростає на вологому, тонкому шарі ґрунту над скельними породами. | LC          |            |
| Ситняг однолусковий * Eleocharis uniglumis (Link) Schult.                                        | Росте на болотах. Більш поширений на півдні, рідкісний на півночі. | LC          |            |
| Пухівка вузьколиста * Eriophorum angustifolium Honck.                                            | Виростає в заболоченій місцевості, болотах і бухтах. Вид дуже поширений по всій країні, від низин до 700—800 м. Найвища було виявлено на 1200 м. | LC          |            |
| Пухівка Шейхцера * Eriophorum scheuchzeri Hoppe                                                  | Зростає в заболочених місцях і болотах на всій території країни. Росте від низин до 800 м і більше, 1100 м. |             |            |
| Kobresia myosuroides Vill.                                                                       | Поширений по всій країні. Росте в сухих місцях від низин до близько 900(-1080) м. |             |            |
| Пухівочка дерниста * Trichophorum cespitosum (L.) Hartm.                                         | Росте в кислих болотах. Поширений уздовж берега, лише рідкісний на півдні. Часто є панівним видом на великих площах, але рідкісний вглиб країни. |             |            |
| Родина: Ситникові (Juncaceae)                                                                    | |             |            |
| Juncus alpinoarticulatus * Chaix                                                                 | Поширений окрім високих частин гірської місцевості. | LC          |            |
| Juncus arcticus Willd.                                                                           | Поширений по всій країні, від низин до 700—800 м. Росте край боліт, на мілинах берегів. |             |            |
| Ситник членистий * Juncus articulatus L.                                                         | Росте по всій країні, в низинах і геотермальних джерелах. | LC          |            |
| Juncus balticus Willd.                                                                           | Поширений в південній половині країни. | LC          |            |
| Juncus biglumis L.                                                                               | Росте у вологих і сирих місцях лиману по всій країні, від низин до 1000 м, як правило, характерніший для гір, ніж низин. | LC          |            |
| Ситник жаб'ячий * Juncus bufonius L.                                                             | Поширений по всій країні в низинах, рідко вище 300 м. Зростає в сирих і вологих місцях біля гирл і в геотермальних джерелах. | LC          |            |
| Ситник бульбистий * Juncus bulbosus L.                                                           | Прекрасно росте в ставках. Найбільш поширений на півдні й південному заході, і сході, рідкісний в інших місцях. | LC          |            |
| Ситник каштановий * Juncus castaneus Sm.                                                         | Досить поширений на північному заході й східному узбережжі, але рідкісний в інших місцях. Росте переважно у вологих або сирих місцях або заболочених скелі. |             |            |
| Ситник нитковидний * Juncus filiformis L.                                                        | Росте в напівболотних угіддях і по краях боліт. Вид типовий для півночі країни, але рідкісний на південному сході. Зростає переважно з низин до 500—550 м, найвище — на 710 м, де є геотермальні області. | LC          |            |
| Ситник Жерара * Juncus gerardii Loisel.                                                          | Рідко трапляється в Ісландії, а саме тільки в двох місцях: на території Мосфельсбаїр і Ейяфйордур. Як правило, росте тільки на морських пляжах. |             |            |
| Ситник жаб'ячий * Juncus ranarius Songeon & E.P.Perrier                                          | Росте здебільшого поблизу потоків на гравійних або глинистих ділянках. Досить поширений по всій країні, в низинах від 5 до 600 м. |             |            |
| Ситник розчепірений * Juncus squarrosus Sm.                                                      | Вкрай рідко трава, знайдена в кількох місцях на східному узбережжі та чотирьох ділянках на північному заході. Зростає особливо часто вздовж струмків донизу схилами. |             |            |
| Ситник трироздільний * Juncus trifidus L.                                                        | Дуже поширений по всій країні, від низин до висот 900—1100 м. |             |            |
| Ситник трилусковий * Juncus triglumis L.                                                         | Поширений по всій країні від низин до приблизно 600 м. | LC          |            |
| Luzula arcuata (Wahlenb.) Sw.                                                                    | Дуже поширений до близько 700 м у горах, на північному узбережжі й інших прибережних районах зростає часто нижче. |             |            |
| Luzula confusa Lindeb.                                                                           | Трапляється рідше і його поширення не дуже добре відоме, оскільки види роду не завжди відрізнялися. |             |            |
| Ожика багатоквіткова * Luzula multiflora (Ehrh.) Lej.                                            | Поширений по всій країні в низинах і до приблизно 600—700 м. Зростає на сухих торфовищах і пасовищах. |             |            |
| Ожика колосиста * Luzula spicata (L.) DC.                                                        | Дуже поширеним рослина по всьому острову від низин до помірних гір, 1000 м, найвище 1200 м. Зростає на торфовищах, на сухих схилах і трав'яно-гравійних ділянках. |             |            |
| Ожика судетська * Luzula sudetica (Willd.) Schult.                                               | Вид досить поширений, особливо на півночі до висоти 750 м. |             |            |
| Родина: Тонконогові (Poaceae)                                                                    | |             |            |
| Agrostis capillaris * L.                                                                         | Поширений по торфовищах, трав'янистих западинах, схилах і чагарниках вгору до 500—750 м. |             |            |
| Мітлиця повзуча * Agrostis stolonifera L.                                                        | Росте зазвичай у вологих місцях. Поширений по всій країні, від низин до 800—950 м. | LC          |            |
| Мітлиця виноградникова * Agrostis vinealis Schreb.                                               | Зростає переважно на сухих трав'яних і гравійних схилах. Вид поширений від низин до 650—700(-1000) м. |             |            |
| Китник рівний * Alopecurus aequalis Sobol.                                                       | Поширений по всій країні, від низин до 650—777 м над рівнем моря і зростає особливо там, де мокро, в мілководних ставках і озерах. | LC          |            |
| Китник колінчастий * Alopecurus geniculatus L.                                                   | Населяє луки й вологі поля. Досить поширений вид по всій країні від низин до 400—700 м. |             |            |
| Китник лучний * Alopecurus pratensis L.                                                          | Уведена трава з початку століття. Вона витривала з раннім дозріванням тому значно поширилася. Росте в безпосередній близькості від полів у населених пунктах по всій країні, в тому числі багато вздовж доріг. |             |            |
| Пахуча трава звичайна * Anthoxanthum odoratum L.                                                 | Поширений по всій країні, від низинних районів до висот 700—750 м, найвище — 1000 м. |             |            |
| Райграс високий * Arrhenatherum elatius (L.) J.Presl & C.Presl                                   | Зростає в дикому стані тільки в Pétursey в Мірдалшрепурі. |             |            |
| Avenula pubescens * (Huds.) Dumort.                                                              | Рослина поширилась по всій країні з 1937 року. |             |            |
| Авінелла звивиста * Avenella flexuosa (L.) Drejer                                                | Поширений по всій країні від низин до близько 600—700 м. Росте на болотах, у пониззях і на трав'яних схилах, а також в лісах, на вересових пустищах і серед чагарників. |             |            |
| Трясунка середня * Briza media L.                                                                | Дуже рідкісний вид, займає тільки невелику ділянку в Граварвогурі. Росте там кілька десятиліть або навіть століть. |             |            |
| Стоколос безостий * Bromus inermis Leyss.                                                        | Це трава, яка прийшла в країну в кінці XX століття. Тепер значно поширилася мимовільно й створює щільний покрив уздовж доріг в Ейяфйордурі. |             |            |
| Куничник прямий * Calamagrostis stricta (Timm) Koeler                                            | Поширений по всій країні від низин до 800—1050 м. Зазвичай росте на болотах та інших водно-болотних угіддях, наприклад, на вологих піщаних берегах лиманів. Це одна з панівних трав високогірних боліт. |             |            |
| Катаброза водяна * Catabrosa aquatica (L.) P.Beauv.                                              | По всій країні, як у низинах, так і в горах. Росте у вологих умовах, в тому числі населяє багаті залізом джерела, канави, іноді й мілкі водойми. | LC          |            |
| Грястиця збірна Dactylis glomerata L.                                                            | Уведений вид, принаймні, з 1920 року знайдений у багатьох місцях. Росте тільки в населених пунктах та в безпосередній близькості від них. |             |            |
| Дантонія полегла * Danthonia decumbens (L.) DC.                                                  | Дуже рідкісний, можна знайти тільки в одному місці — на Вестманнових островах. |             |            |
| Щучник дернистий * Deschampsia cespitosa (L.) P. Beauv.                                          | Поширений по всій країні, за винятком центру й центрального півдня. У горах росте до 700 м н.р.м. |             |            |
| Пальчатка звичайна * Digitaria ischaemum (Schreb. ex Schweigg.) Schreb. ex Muhl.                 | Новий поселенець ув Ісландії. Про нього вперше повідомили в 1969 році. Тепер швидко поширюється, зростає в зонах геотермальної активності. |             |            |
| Elymus alaskanus (Scribn. & Merr.) Á.Löve                                                        | Поширений на півночі. Зростає на сухих луках. |             |            |
| Elymus alopex B. Salomon                                                                         | Трава, що зростає переважно на торфовищах і лісах із карликової берези. Цей рідкісний вид в Ісландії знайдений тільки в низинах до 300 м. | LC          |            |
| Пирій повзучий * Elymus repens (L.) Gould                                                        | Росте на звалищах, уздовж доріг, на фермах. Поширений у містах і на узбережжі. |             |            |
| Elymus violaceus (Hornem.) Feilberg                                                              | Чужорідний вид | LC          |            |
| Festuca arenaria Osbeck                                                                          | Синонімічно є підвидом Festuca rubra й точне поширення невідоме. |             |            |
| Костриця лучна * Festuca pratensis Huds.                                                         | Рідкісний. Зростає на півдні, рідкісна в інших частинах країни. |             |            |
| Костриця червона * Festuca rubra L.                                                              | Цю траву сіяли на полях раніше, хоча це досить бідна кормова рослина. Цей вид уже давно зайняв газони, поширився вздовж доріг і на меліорованих землях. |             |            |
| Festuca vivipara (L.) Sm.                                                                        | Часто трапляється від низин до 1300 м. Зростає на торфовищах, пасовищах і гравійних ділянках, або купинах боліт. |             |            |
| Лепешняк плавучий * Glyceria fluitans (L.) R. Br.                                                | Зростає у низинних вологих канавах і мулистих каналах на південному заході. | LC          |            |
| Чаполоч пахуча * Hierochloe odorata (L.) P.Beauv.                                                | Трава, яка особливо часто трапляється в низинах, але в окремих випадках у гірській місцевості підіймається до 650—720 м. Зростає на луках і трав'яних схилах. |             |            |
| Медова трава шерстиста * Holcus lanatus L.                                                       | Чужорідний вид. Досить поширений на південному заході, в інших місцях украй рідкісний. Трапляється тільки в низинних районах. |             |            |
| Колосняк піщаний * Leymus arenarius (L.) Hochst.                                                 | Поширений на піщаних пляжах країни, а також у багатих туфом високогірних районах. |             |            |
| Просянка розлога * Milium effusum L.                                                             | Рідкісна трава, яка частіше трапляється в північній частині країни, ніж на півдні. Росте на схилах, у чагарнику, лавових тріщинах від низовин до 500—600 м. |             |            |
| Біловус стиснутий * Nardus stricta L.                                                            | Трава, яка росте від низин до 600—700 м. Поширена на узбережжі, але відсутня або рідкісна у центральних районах. |             |            |
| Очеретянка звичайна * Phalaroides arundinacea (L.) Rauschert                                     | Розсіяно росте в різних місцях. Чужорідний вид. | LC          |            |
| Phippsia algida (Sol.) R.Br.                                                                     | Досить рідкісна трава, яка росте майже виключно на високих горах. Трапляється під снігом на мокрому гравію та глинистих ділянках. | LC          |            |
| Тимофіївка альпійська * Phleum alpinum L.                                                        | Трава поширена по всій країні, від низин до понад 700 м. Зростає в ярах, на берегах річок. | LC          |            |
| Тимофіївка лучна * Phleum pratense L.                                                            | Натуралізований вид, який вже давно культивується. Поширений на рівнинах і обабіч полів по всій країні. Зростає переважно в низинах до 500 м, але знайдений навколо гори до 700 м. |             |            |
| Очерет звичайний * Phragmites australis (Cav.) Steud.                                            | Іммігрант в аеропорту Акурейрі та околицях. | LC          |            |
| Тонконіг альпійський * Poa alpina L.                                                             | Поширений по всій території країни, за винятком рівнинного півдня. Росте на пустищах, гравію і на гірських породах у гірських районах до 1500 м. |             |            |
| Тонконіг однорічний * Poa annua L.                                                               | Росте по всій країні на вулицях і полях, хоча й рідко у високогір'ї. Трапляється до 600 м, найвище — 730 м. |             |            |
| Poa flexuosa Sm.                                                                                 | Поширений вище 600—700 м і щонайменше до 1350 м. На півночі може іноді рости нижче. |             |            |
| Тонконіг сизий * Poa glauca Vahl                                                                 | Зростає переважно на гравію, піску або камені. Поширений по всій країні, від низин до висот понад 1100 м. |             |            |
| Тонконіг дібровний * Poa nemoralis L.                                                            | Зазвичай трапляється у трав'яному покрові у тіні, як нижня рослинність, або в лавових тріщинах і пустотах. Зростає переважно від низовин до висоти 600 м, найвище на 750 м. |             |            |
| Тонконіг лучний * Poa pratensis L.                                                               | Дуже поширена трава по всій країні до 1100—1360 м над рівнем моря в горах. Зростає на полях, газонах, пасовищах, трав'яних схилах і болотяних купинах. |             |            |
| Тонконіг звичайний * Poa trivialis L.                                                            | Вид не надто поширений на узбережжі, а також був знайдений на висоті 600 м у геотермальній області. |             |            |
| Покісниця розставлена * Puccinellia distans (Jacq.) Parl.                                        | Зростає вздовж берега по всій країні, особливо на гравійних і піщаних пляжах, а також серед скель, у деяких місцях далеко від моря. |             |            |
| Puccinellia maritima (Jacq.) Parl.                                                               | Зростає переважно на солончаках уздовж узбережжя. |             |            |
| Сеслерія болотяна * Sesleria caerulea (L.) Ard.                                                  | Рідкісний вид, який можна знайти тільки в деяких районах в столиці й околицях. |             |            |
| Trisetum spicatum (L.) K. Richt.                                                                 | Зростає на болотах і гравійних ділянках від низин і до висоти 1300 м. Поширений по всій країні. |             |            |
| Родина: Рогозові (Typhaceae)                                                                     | |             |            |
| Їжача голівка вузьколиста * Sparganium angustifolium Michx.                                      | Досить рідкісний вид, що розсіяно зростає по всій країні. Трапляється в ставках, заповнених водою канавах, завжди у воді, тільки в низинах. | LC          |            |
| Sparganium hyperboreum Laest. ex Beurl.                                                          | Поширений по всій країні. Знайдений у ставках, заповнених водою каналах від низовин до близько 500 м. | LC          |            |
| Sparganium natans * L.                                                                           | Поширений у багатьох районах країни. | LC          |            |
| Клада: Евдикоти                                                                                  | |             |            |
| Порядок: Аралієцвіті (Apiales)                                                                   | |             |            |
| Родина: Окружкові (Apiaceae)                                                                     | |             |            |
| Дягель лікарський * Angelica archangelica L.                                                     | Поширений по всій країні. Часто росте коло потоків, зокрема, в гірській місцевості. |             |            |
| Дягель лісовий * Angelica sylvestris L.                                                          | Поширений по всій країні, за винятком гірської місцевості, зростає переважно в лісах, уздовж великих річок, здебільшого в низинах. | LC          |            |
| Бугила лісова * Anthriscus sylvestris (L.) Hoffm.                                                | Уперше зареєстрована рослина в 1923 році, але відтоді широко і швидко поширюється. |             |            |
| Кмин звичайний * Carum carvi L.                                                                  | Натуралізована трава. Росте на півдні й південному заході, тільки в низинах, найвище — 270—280 м. |             |            |
| Ligusticum scoticum L.                                                                           | Росте вздовж прибережних скель на заході, рідкісний ув інших місцях. |             |            |
| Мірис запашний * Myrrhis odorata (L.) Scop.                                                      | Натуралізований чужинець. Широко культивується в садах, спонтанно поширюється на фермах і вздовж струмків. |             |            |
| Родина: Аралієві (Araliaceae)                                                                    | |             |            |
| Щитолисник звичайний * Hydrocotyle vulgaris L.                                                   | Загалом рідкісна трава, поширена у геотермальних областях. |             |            |
| Порядок: Айстроцвіті (Asterales)                                                                 | |             |            |
| Родина: Айстрові (Asteraceae)                                                                    | |             |            |
| Деревій звичайний * Achillea millefolium L.                                                      | Загальний для наземної зони на північному сході, але також в інших районах, особливо міських. У гірській місцевості зростає в кількох місцях до 700—900 м. |             |            |
| Деревій цілолистий * Achillea ptarmica L.                                                        | Зростає розкидано по всій країні, особливо серед старих міських руїн. | LC          |            |
| Antennaria alpina (L.) Gaertn.                                                                   | Рідкісна трава, знайдена в ряді місць на північ від льодовиків. Зростає іноді на високих горах (найвище 1070 м), але іноді й на гравію в низинах. |             |            |
| Полин звичайний * Artemisia vulgaris L.                                                          | Зростає розкидано у кількох місцях. |             |            |
| Роман польовий * Anthemis arvensis L.                                                            | Уведений, поширився у 1890—1970 роках. |             |            |
| Стокротки багаторічні * Bellis perennis L.                                                       | Рослина має розсіяне поширення в кількох місцях. |             |            |
| Осот польовий * Cirsium arvense (L.) Scop.                                                       | Уведений, локально розсіяний вид у різних місцях. Зростає часто вздовж доріг. |             |            |
| Осот різнолистий * Cirsium heterophyllum (L.) Hill                                               | Уведений розсіяний вид, який був знайдений у кількох місцях, особливо в столиці. |             |            |
| Скереда болотна * Crepis paludosa (L.) Moench                                                    | Рідко трапляється в Ісландії на півночі й лише на узбережжі. |             |            |
| Erigeron borealis (Vierh.) Simms                                                                 | Поширений по всій країні від низин до 800 м. |             |            |
| Erigeron humilis Graham                                                                          | Дуже рідкісний у гірській місцевості на північ від льодовиків. |             |            |
| Злинка однокошикова * Erigeron uniflorus L.                                                      | Росте тільки в горах: у багатьох районах центральної гірської місцевості, в горах на півночі й сході. |             |            |
| Сухоцвіт багновий * Gnaphalium uliginosum L.                                                     | Натуралізований вид. Виростає тільки в геотермальних районах, переважно на південному заході |             |            |
| Нечуйвітер альпійський * Hieracium alpinum L.                                                    | Поширений по всій країні, як в низинах так і горах, принаймні до 800 м. |             |            |
| Hieracium stictophyllum Dahlst.                                                                  | Був знайдений на південному заході, півдні та сході. |             |            |
| Matricaria discoidea * DC.                                                                       | Уперше вид зафіксовано у Рейк'явіку в 1902 році, але тепер став дуже поширеним. Трапляється навколо населених пунктів. |             |            |
| Нечуйвітер оранжево-червоний * Pilosella aurantiaca (L.) F.W.Schultz & Schultz-Bip.              | Вирощують із декоративною метою по всій країні, нині вид розсіяно поширений в Ісландії. |             |            |
| Scorzoneroides autumnalis (L.) Moench                                                            | Поширений по всій країні переважно в низинах, рідко перевищує 600 м, здебільшого відомий на пасовищах, болотах. |             |            |
| Жовтозілля звичайне * Senecio vulgaris L.                                                        | Дуже поширений у столиці та в інших місцях на південному заході. Росте в садах, приміщеннях і на тротуарах. В інших частинах країни досить рідкісний вид. |             |            |
| Жовтий осот польовий * Sonchus arvensis L.                                                       | Чужорідний розсіяний вид, трапляється в кількох місцях на південному заході, у тому числі в Рейк'явіку. |             |            |
| Пижмо звичайне * Tanacetum vulgare L.                                                            | Культивувався в садах раніше. Залишився в старих садах, і поширився трохи за їхні межі. |             |            |
| Taraxacum acromaurum Dahlst.                                                                     | Taraxacum croceum і T. acromaurum є найбільш поширеними по всій країні. |             |            |
| Taraxacum croceum Dahlst.                                                                        | Поширений по всій країні, особливо високо в горах і на високогір'ї. |             |            |
| Кульбаба червоноплода * Taraxacum erythrospermum Andrz. ex Besser                                | Поділ роду кульбаба на види складний і непевний. Рід дуже поширений по всій країні: на полях, пасовищах і в горах. Росте від низин до 1000—1200 м. |             |            |
| Кульбаба лікарська * Taraxacum officinale F. H. Wigg.                                            | Поділ роду кульбаба на види складний і непевний. Рід дуже поширений по всій країні: на полях, пасовищах і в горах. Росте від низин до 1000—1200 м. |             |            |
| Tripleurospermum maritimum (L.) W.D.J.Koch                                                       | Давно введений вид. Росте на звалищах старих міст і на піщаних або гравійних пляжах. |             |            |
| Підбіл звичайний * Tussilago farfara L.                                                          | Давно введений вид, який дуже поширився в столиці в останні десятиліття. Крім того, росте в ряді інших міст на південному заході й півночі. |             |            |
| Родина: Дзвоникові (Campanulaceae)                                                               | |             |            |
| Дзвоники круглолисті * Campanula rotundifolia L.                                                 | Поширений на сході, але рідкісний в інших місцях. Найчастіше зростає в низинах, але також знайдений на невеликих горах заввишки до 500 м або вище (найвище — 1000 м, поблизу гарячих джерел) |             |            |
| Campanula uniflora L.                                                                            | Рідкісний вид. Знайдений тільки в горах на висотах від 600 до 900 м, найвище — 1070 м. |             |            |
| Родина: Бобівникові (Menyanthaceae)                                                              | |             |            |
| Бобівник трилистий * Menyanthes trifoliata L.                                                    | Поширений у заболочених місцях по всій країні. | LC          |            |
| Порядок: Шорстколистоцвіті (Boraginales)                                                         | |             |            |
| Родина: Шорстколисті (Boraginaceae)                                                              | |             |            |
| Mertensia maritima (L.) Gray                                                                     | Поширений на піщаних і гравійних пляжах по всій країні, ніде далеко від океану. |             |            |
| Незабудка польова * Myosotis arvensis (L.) Hill                                                  | Поширений, крім північного сходу, в низинах Ісландії, тільки в кількох місцях вище 500 м, найвищий показник — 720 м у геотермальній області. |             |            |
| Незабудка різнобарвна * Myosotis discolor Pers.                                                  | Росте тільки в обмежених районах на південному заході в низинах. |             |            |
| Незабудка болотна * Myosotis scorpioides L.                                                      | Широко культивується; легко поширюватися вздовж струмків і річок в багатьох місцях по всій країні на низовині нижче 300 м. |             |            |
| Myosotis stricta Roem. & Schult.                                                                 | Це досить рідкісна трава, поширена переважно на півночі й північному заході. |             |            |
| Порядок: Капустоцвіті (Brassicales)                                                              | |             |            |
| Родина: Капустяні (Brassicaceae)                                                                 | |             |            |
| Arabidopsis lyrata (L.) O'Kane & Al-Shehbaz                                                      | Дуже поширений по всій країні. Зростає здебільшого на гравійних, піщаних рівнинах, у дельтах річок, потоках лави і на схилах гір. Трапляється як у низинах, так і в горах до 1460 м. |             |            |
| Гусимець альпійський * Arabis alpina L.                                                          | Поширений по всій країні, особливо в ярах і ущелинах, у низинах і горах, найвище — 1300 м. |             |            |
| Суріпиця пряма * Barbarea stricta Andrz. ex Besser                                               | Уведена рослина, яка поширилася країною в минулому столітті. |             |            |
| Суріпиця звичайна * Barbarea vulgaris W.T.Aiton                                                  | Розсіяна з кормовими травами, по країні у 1910—1970 роках, але останнім часом її знахідки рідкісні. |             |            |
| Cakile maritima * Scop.                                                                          | Поширений на пісках, особливо на заході країни, розсіяно на півночі й сході країни. |             |            |
| Рижій дрібноплодий * Camelina microcarpa Andrz. ex DC.                                           | Розсіяно спостерігався в різних місцях у період з 1890 до 1950 року, але не пізніше. |             |            |
| Грицики звичайні * Capsella bursa-pastoris (L.) Medik.                                           | Поширений у населених пунктах по всій країні, особливо в місцях для утримання тварин. Імовірно, введений першими поселенцями вид. Зростає переважно в низинах, найвище на 730 м. |             |            |
| Cardamine bellidifolia L.                                                                        | Досить рідкісний, розкиданий по всій країні, за винятком півдня. Знайдений лише високо в горах на гравію й мохових пустищах на (100-)600–1200(-1440) м н.р.м. |             |            |
| Жеруха шорстка * Cardamine hirsuta L.                                                            | Поширений на південному заході й півдні, в інших місцях рідкісний. Трапляється переважно нижче 200 м, найвище — 300 м. Зростає на порушених ґрунтах, у тому числі на городах і в садах. |             |            |
| Жеруха лучна * Cardamine pratensis L.                                                            | Поширений по всій території країни. |             |            |
| Cochlearia groenlandica L.                                                                       | Досить рідкісний; трапляється на високих горах на півночі й у центральній гірській місцевості. |             |            |
| Draba glabella Pursh                                                                             | По всій країні, менш поширений на південному заході, ніж в інших регіонах. |             |            |
| Draba incana L.                                                                                  | Поширений по всій території країни, за винятком центральної гірської місцевості. Рідко росте вище 600 м. |             |            |
| Draba lactea Adams                                                                               | Зростає на північ від льодовиків, в інших рідкісний. |             |            |
| Draba nivalis Lilj.                                                                              | Населяє вулканічні піки та гірські вершини або ґрунтові мілини геть від скелі. Часто дуже розсіяний, навіть у тих областях, де найбільш поширений. Найвище зростає на 300 м. |             |            |
| Draba oxycarpa Boiss.                                                                            | Рідкісна рослина. Населяє високі гори центральні нагір'я, півночі та сходу. |             |            |
| Draba verna * L.                                                                                 | Поширений на сході, півночі й північному заході, в інших місцях рідкісний. |             |            |
| Жовтушник нечуйвітролистий * Erysimum hieraciifolium L.                                          | Зростає переважно на скелях, часто в місцях гніздування птахів або на озерних острівцях. |             |            |
| Rorippa islandica * (Oeder) Borbás                                                               | Рідкісний, має розрізнене поширення. Знайдений на берегах ставків або озер, вздовж струмків, у струмках і дельтах річок. Зростає переважно в низинах до 300 м, найвище на 680—700 м. | LC          |            |
| Шильник водяний *Subularia aquatica L.                                                           | По всій країні, на мілинах ставків і озер, рідкісний у західному фйорді. Найвище росте на 490 м. |             |            |
| Порядок: Гвоздикоцвіті (Caryophyllales)                                                          | |             |            |
| Родина: Амарантові (Amaranthaceae)                                                               | |             |            |
| Atriplex glabriuscula Edmondston                                                                 | Поширений у прибережних місцях тільки на піщаних і гравійних пляжах. |             |            |
| Родина: Гвоздичні (Caryophyllaceae)                                                              | |             |            |
| Arenaria norvegica Gunnerus                                                                      | Зростає переважно на піску і гравію. Досить поширений від низин до приблизно 750 (найвище — 1050) м н.р.м. |             |            |
| Роговик альпійський * Cerastium alpinum L.                                                       | Є однією з найпоширеніших рослин Ісландії. Зростає від низин до 1300 (найвище — 1530) м у горах. |             |            |
| Cerastium cerastoides * (L.) Britton                                                             | Поширений у гірській місцевості, але трапляється в низинах, особливо в дельтах річок або вздовж струмків, що стікають із гір. |             |            |
| Роговик джерельний * Cerastium fontanum Baumg.                                                   | Дуже поширений по всій країні, за винятком гірської місцевості. Населяє пустища, луки, яри та зсуви, іноді навіть в напівболотні угіддя. Найбільш поширений з низин до близько 500 м, найвище зростає на 770 м. |             |            |
| Cerastium nigrescens (H.C.Watson) H.C.Watson                                                     | Надає перевагу високим горам. |             |            |
| Роговик скупчений * Cerastium glomeratum Thuill.                                                 | Знайдений у кількох місцях на південному заході країни. Майже всі осередки розташовані в низинах, найвище — 590 м, у геотермальній області. |             |            |
| Honckenya peploides (L.) Ehrh.                                                                   | Зростає на піщаних пляжах, а іноді й на піску далі від океану по всій країні. |             |            |
| Коронарія зозуляча * Lychnis flos-cuculi L.                                                      | Часто зростає на крутих схилах або в ярах проти сонця. Досить рідко трапляється в дикому стані, переважно на півдні країни в низинах нижче 200 м. |             |            |
| Minuartia biflora (L.) Schinz & Thell.                                                           | Росте в горах, часто вище 1000 м, найвище на 1460 м. |             |            |
| Minuartia rubella (Wahlenb.) Hiern                                                               | Зазвичай зростає на гравію, піску і зсувах. Поширений на всій території країні від низин до 1000 м, найвище — 1330 м н.р.м. |             |            |
| Minuartia stricta (Sw.) Hiern                                                                    | Найбільш поширений на півночі та сході й углиб до центру країни. Росте від низин до 800—900 м. |             |            |
| Sagina caespitosa (J. Vahl) Lange                                                                | Досить рідко трапляється в Ісландії, переважно на півночі та сході. Найвище було виявлено на 900 м. |             |            |
| Sagina nivalis (Lindblad) Fr.                                                                    | Зазвичай росте на висотах від 400 до 1200 метрів, найвище — 1440 м. Окремі осередки були описані в низинах, зокрема, в гирлах рік. |             |            |
| Моховинка вузлувата * Sagina nodosa (L.) Fenzl                                                   | Поширена всюди в містах і в низинах, хоча й на невеликих горах. |             |            |
| Моховинка лежача * Sagina procumbens L.                                                          | Трава поширена по всій країні, особливо в низинах. Часто росте на вулицях, особливо біля басейнів і фонтанів. Підіймається до 1000—1070 м над рівнем моря в гірській місцевості. |             |            |
| Моховинка моховидна * Sagina saginoides (L.) H.Karst.                                            | Поширена по всій країні, хоча надає перевагу у гірській місцевості висотам понад 1000 м. |             |            |
| Sagina subulata (Sw.) C.Presl                                                                    | Росте в низинах, на узбережжях заходу та сходу. Зрідка спостерігається в інших місцях. |             |            |
| Silene acaulis (L.) Jacq.                                                                        | Є однією з найбільш поширених трав країни. Зростає на гравію, піску і сухих пасовищах. Добре росте і в низині й на 1100—1200 (найвище 1440) м н.р.м. |             |            |
| Silene dioica * (L.) Clairv.                                                                     | Вирощена в садах і зараз відома в дикому стані у населених пунктах і вздовж доріг. Трапляється лише в низинних районах, найвище на 250 м. |             |            |
| Коронарія зозуляча * Silene flos-cuculi L.                                                       | Поширений на півдні. В інших місцях трапляється зрідка і розсіяно. |             |            |
| Silene suecica (Lodd. et al.) Greuter & Burdet                                                   | Поширений по всій країні. |             |            |
| Silene uniflora Roth                                                                             | Поширений на більшій частині країни від низинних районів до висоти близько 700 м. |             |            |
| Шпергель польовий * Spergula arvensis L.                                                         | Поширений на південному заході, рідкісний в інших місцях. Відомий в низинних районах, найвище на 320 м. |             |            |
| Стелюшок приморський * Spergularia marina (L.) Besser                                            | Знайдений на східному узбережжі | LC          |            |
| Stellaria borealis Bigelow                                                                       | Рідкісний. Знайдений у Вестфірдір і у північний фйордах. |             |            |
| Зірочник товстолистий * Stellaria crassifolia Ehrh.                                              | Поширений по всій країні. Часто помітний на берегах водойм або на острівцях. У гірській місцевості підіймається до 600—640 м. |             |            |
| Зірочник злаковидний * Stellaria graminea L.                                                     | Уведений на початку XX століття. Він поширився відносно швидко у сільській місцевості на пасовищах. |             |            |
| Stellaria humifusa Rottb.                                                                        | Поширений по всій країні, на солончаках, поблизу узбережжя до 50 м н.р.м. | LC          |            |
| Зірочник середній * Stellaria media (L.) Vill.                                                   | Вид поширений по всій країні, охоплюючи людські поселення. Полюбляє багаті ґрунти, наприклад, садові, а також місця, де пасуться вівці. Поширений від низин до, найвище, 730 м. |             |            |
| Родина: Росичкові (Droseraceae)                                                                  | |             |            |
| Росичка круглолиста * Drosera rotundifolia L.                                                    | Досить рідкісна трава. Зростає по краях боліт чи серед сфагнуму на заході й у центрально-північних районах. |             |            |
| Родина: Кермекові (Plumbaginaceae)                                                               | |             |            |
| Armeria maritima * (Mill.) Willd.                                                                | Вид дуже поширений по всій країні. Зростає переважно на гравію, піску. Найвищий осередок знайдений на 1300 м. |             |            |
| Родина: Гречкові (Polygonaceae)                                                                  | |             |            |
| Гірчак живорідний * Bistorta vivipara (L.) Delarbre                                              | Поширена трава в Ісландії, що зростає на всіх видах земель, пустищах, болотах і на гірському гравію. Трапляється від низовин до 1150 м, найвище — 1290 м у горах. |             |            |
| Koenigia islandica L.                                                                            | Поширений по всій країні. Найвище зафіксований на 1050 м над рівнем моря. | LC          |            |
| Кисличник двостовпчиковий * Oxyria digyna (L.) Hill                                              | Поширений по всій країні, особливо в горах. Частіше трапляється серед валунів, скель, каньйонів і гравію, ніж у низинах, хоча також часто зростає на морських скелях. У горах найвище зафіксований на 1440 м н.р.м. |             |            |
| Гірчак земноводний * Persicaria amphibia (L.) Delarbre                                           | Це рідкісна водна рослина, яка була виявлена лише в трьох озерах у низинах. Перебуває під охороною. | LC          |            |
| Гірчак шорсткий * Persicaria lapathifolia (L.) Delarbre                                          | Рідкісний вид, який було виявлено в кількох місцях на південному заході й півночі. | LC          |            |
| Гірчак почечуйний * Persicaria maculosa Gray                                                     | Поширений геотермально, особливо на півдні й південному заході. Росте всього лише в кількох місцях на холодному ґрунті. | LC          |            |
| Спориш звичайний * Polygonum aviculare L.                                                        | Поширений в населених пунктах по всій країні, рідкісний в інших місцях. Один з видів, уведених першими поселенцями. |             |            |
| Щавель кислий * Rumex acetosa L.                                                                 | Поширений по всій країні, від низин до 800—900 (1050) м. Росте на оброблюваних і трав'яних полях, пишний у западинах і болотах. |             |            |
| Щавель горобиний * Rumex acetosella L.                                                           | Поширений у деяких частинах країни, але рідкісний в інших місцях. Росте переважно на гравію, валунах і зсувах пісків. |             |            |
| Щавель довголистий * Rumex longifolius DC.                                                       | Поширений у селищах у більшій частині країни. Обмежено поширений у дикій природі, особливо вздовж річок, боліт. Найвище він зареєстрований на 700 м. Вид уведений, імовірно, щойно земля була заселена. |             |            |
| Родина: Портулакові (Portulacaceae)                                                              | |             |            |
| Montia fontana L.                                                                                | Росте в струмках, на краю ставків або навіть у ставках на мілині. Поширений по всій території країни, крім центральної області. Зазвичай зростає до 750—800 м висоти в холодних джерелах, але до 1040 м у теплих джерелах. | LC          |            |
| Порядок: Дереноцвіті (Cornales)                                                                  | |             |            |
| Родина: Деренові (Cornaceae)                                                                     | |             |            |
| Cornus suecica L.                                                                                | Вид поширений на півночі й північному заході, й незначно в північній частині східного узбережжя. Росте серед вересу, трав і низьких чагарників у засніжених районах у низинах до 200 м. |             |            |
| Порядок: Черсакоцвіті (Dipsacales)                                                               | |             |            |
| Родина: Жимолостеві (Caprifoliaceae)                                                             | |             |            |
| Свербіжниця польова * Knautia arvensis (L.) Coult.                                               | Досить рідко трапляється біля поселень, що дає підстави припустити, що ця рослина введена, але, безумовно, мешкає в Ісландії впродовж сотень років. |             |            |
| Комонник лучний * Succisa pratensis Moench                                                       | Зростає на трав'яних схилах проти сонця тільки на півдні країни. Знайдений лише в низинах, а найвищий показник — 200 м над рівнем моря. |             |            |
| Валеріана лікарська * Valeriana officinalis L.                                                   | Вирощується переважно в садах, й іноді поширюється звідти. Вона тісно пов'язана з Valeriana officinalis L. subsp. sambucifolia, яка росте в дикому вигляді, зокрема, на південних схилах на півдні країни. |             |            |
| Порядок: Вересоцвіті (Ericales)                                                                  | |             |            |
| Родина: Діапензієві (Diapensiaceae)                                                              | |             |            |
| Diapensia lapponica L.                                                                           | Рідкісна трава, яка зростає тільки в горах на півночі країни. |             |            |
| Родина: Вересові (Ericaceae)                                                                     | |             |            |
| Андромеда багатолиста * Andromeda polifolia L.                                                   | Це дуже рідкісна рослина, яку можна знайти тільки в кількох місцях на сході. |             |            |
| Мучниця звичайна * Arctostaphylos uva-ursi (L.) Spreng.                                          | Зростає на пустищах і в лісистій місцевості. Здається, вид дуже чутливий до зимового випасу. Поширений від низин до близько 500—650 м. |             |            |
| Верес звичайний * Calluna vulgaris (L.) Hull                                                     | Дуже поширений у деяких частинах країни, але повністю відсутній ув інших місцях, наприклад, на північному заході й льодових полях центру. Знайдений від низовин до 600—750 м. |             |            |
| Водянка чорна * Empetrum nigrum L.                                                               | Є однією з найпоширеніших трав. Найвище зареєстрована на 1500 м. Росте в сільській місцевості, на пустищах, кам'янистих ділянках тощо. |             |            |
| Erica tetralix L.                                                                                | Є одною з найбільш рідкісних рослин в країні. Росте на півдні. |             |            |
| Harrimanella hypnoides (L.) Coville                                                              | Поширений на більшій частині країни, за винятком деяких низовин, найвище зростає на рівні 1290 м. |             |            |
| Наскельниця лежача * Kalmia procumbens (L.) Gift, Kron & P.F.Stevens ex Galasso, Banfi & F.Conti | Поширений по всій країні, зростає переважно на пустищах до 900—1070 м н.р.м. |             |            |
| Ортилія однобока * Orthilia secunda (L.) House                                                   | Часто зростає в лісах або на вересових схилах і найбільш поширена на півночі країни. Знайдена від низин на 400 м. |             |            |
| Phyllodoce caerulea (L.) Bab.                                                                    | Зростає переважно на засніжених схилах і вересових болотах, особливо в нижній частині схилів, найвище на 500 м н.р.м. |             |            |
| Pyrola grandiflora Radius                                                                        | Зростає переважно на півночі, північному сході й сході найвище на 380 м на торфовищах, у вологих чагарниках. |             |            |
| Грушанка мала * Pyrola minor L.                                                                  | Поширений по всій країні як в низинах, так і в горах на висотах до 900 (найвище, 1070) м н.р.м. |             |            |
| Журавлина дрібноплода * Vaccinium microcarpum (Turcz. ex Rupr.) Schmalh.                         | Досить рідкісний вид, частіше зростає у центральних півночі та сході. Поширений на кислих ґрунтах боліт, як правило, серед сфагнуму. Зростає переважно в низинах до 350 м, найвище — 500 м. |             |            |
| Чорниця * Vaccinium myrtillus L.                                                                 | Рідкісний у високогірних районах (найвищий осередок на рівні 880 м) і на півдні, на решті території поширений вид. |             |            |
| Буяхи * Vaccinium uliginosum L.                                                                  | Дуже поширений по всій країні, від низин до висот 800—900 м. Зростає на пустищах і гірських схилах. |             |            |
| Брусниця звичайна * Vaccinium vitis-idaea L.                                                     | Дуже рідкісний вид ув Ісландії. Росте в низинах. | LC          |            |
| Родина: Первоцвітові (Primulaceae)                                                               | |             |            |
| Lysimachia maritima * (L.) Galasso, Banfi & Soldano                                              | Росте на солончаках. Рідкісний і виявлений тільки на заході. | LC          |            |
| Primula stricta Hornem.                                                                          | Надзвичайно рідкісна рослина, що зростає тільки в деяких районах на півночі. | LC          |            |
| Одинарник європейський * Trientalis europaea L.                                                  | Зростає в лісистій місцевості та на пустищах. Трапляється на сході, і дуже рідко в інших місцях. |             |            |
| Порядок: Бобовоцвіті (Fabales)                                                                   | |             |            |
| Родина: Бобові (Fabaceae)                                                                        | |             |            |
| Заяча конюшина багатолиста * Anthyllis vulneraria L.                                             | Знайдений на низовинах у двох відокремлених осередках: Рейк'янесскаґі та у північній частині східного узбережжя. |             |            |
| Чина японська Lathyrus japonicus Willd.                                                          | У багатьох місцях уздовж узбережжя країни переважно на пісках, але також у кількох більш віддалених районах, особливо на півдні. Вид украй чутливий до випасання. |             |            |
| Горошок лучний * Lathyrus pratensis L.                                                           | Росте частіше поблизу споруд або біля сільськогосподарських угідь. Усі місця зростання розташовані на низинах нижче 200 м. Зазвичай росте у відносно невеликих плямах або обмежених областях, але цвіте рясно |             |            |
| Чина болотна * Lathyrus palustris L.                                                             | Досить рідкісний, розсіяно зростає по всій країні. Трапляється на трав'яних або чагарникових ділянках. | LC          |            |
| Lupinus nootkatensis Donn ex Sims                                                                | Культивується з початку XX століття, широко застосовується у лісовому господарстві. Трапляється на меліорованих землях, коло будинків та на полях. Поширюється спонтанно насіннєвим способом. |             |            |
| Конюшина гібридна * Trifolium hybridum L.                                                        | Інтродукований вид (ймовірно, з середини XX століття), який вже давно поширюється самостійно. Відомий тільки в низинах. |             |            |
| Конюшина лучна * Trifolium pratense L.                                                           | Інтродукований вид, який уже давно росте в багатьох місцях Ісландії, особливо на півночі. Знайдений лише в низинах. | LC          |            |
| Конюшина повзуча * Trifolium repens L.                                                           | Відомий по всій країні, принаймні, в низинах. Зростає на сухих луках, болотах і полях до 550 м н.р.м. |             |            |
| Горошок мишачий * Vicia cracca L.                                                                | Росте в низинах (найвище — 380 м) по всій країні, найбільш поширений на південному заході, півночі та сході. Трапляється переважно на трав'яних полях, часто на рівнинах уздовж берегів. |             |            |
| Вика підтинна * Vicia sepium L.                                                                  | Досить рідкісна трава, яка виростає майже виключно в Південній Ісландії |             |            |
| Порядок: Букоцвіті (Fagales)                                                                     | |             |            |
| Родина: Березові (Betulaceae)                                                                    | |             |            |
| Береза карликова Betula nana L.                                                                  | Поширений на більшій частині країни, крім півдня. Найвище осередок знайдений на рівні на 850 м. | LC          |            |
| Береза пухнаста * Betula pubescens Ehrh.                                                         | Поширений по всій країні, але рідкісний на півдні. Раніше вид був дуже поширеним і на низовинах формував суцільні ліси. Найвище зростає на 550 м н.р.м. | LC          |            |
| Порядок: Тирличецвіті (Gentianales)                                                              | |             |            |
| Родина: Тирличеві (Gentianaceae)                                                                 | |             |            |
| Comastoma tenellum (Rottb.) Toyok.                                                               | Зростає у багатьох місцях. |             |            |
| Тирлич сніговий * Gentiana nivalis L.                                                            | Поширений по всій країні й зростає в торфі або сухих ділянках. Часто зростає на висоті 800 м, найвище — 1000 м. |             |            |
| Тирличничок осінній * Gentianella amarella (L.) Borner                                           | Поширений по всій країні від рівнини до приблизно 700 м. |             |            |
| Gentianella aurea (L.) H.Sm.                                                                     | Поширений по всій країні |             |            |
| Gentianella campestris (L.) Borner                                                               | Досить поширений по всій країні. |             |            |
| Gentianopsis detonsa (Rottb.) Ma                                                                 | Зростає по всій країні, особливо поблизу моря, рідко на півдні. | LC          |            |
| Lomatogonium rotatum (L.) Fries ex Fern.                                                         | Зростає місцями, найбільше на північному сході, часто по берегах річок, до 550—640 м. | LC          |            |
| Родина: Маренові (Rubiaceae)                                                                     | |             |            |
| Підмаренник північний * Galium boreale L.                                                        | Особливо поширений по всьому південному заходу, але рідкісний в інших місцях. На півночі й сході знайдений тільки на невеликих ділянках. Висота проживання до 600 м н.р.м. |             |            |
| Galium normanii Dahl                                                                             | Дуже поширений по всій країні. Зростає на сухих берегах, найвище на 1000 м. |             |            |
| Підмаренник північний * Galium boreale L.                                                        | Поширений на півдні та заході країни |             |            |
| Підмаренник болотяний * Galium palustre L.                                                       | Надзвичайно рідкісний вид в Ісландії, який був знайдений лише у двох місцях | LC          |            |
| Підмаренник Рупрехта * Galium trifidum L.                                                        | Знайдено у багатьох місцях у всіх частинах країни, за винятком південного сходу і східного узбережжя. Досить рідкісний, зростає на болотах або болотистих місцях в низинах нижче 300 м. | LC          |            |
| Підмаренник багновий * Galium uliginosum L.                                                      | Знайдений у багатьох місцях по всій країні, за винятком південного сходу. Зростає здебільшого на полях з досить високою травою в низинах, найвище на 250 м. | LC          |            |
| Порядок: Геранієцвіті (Geraniales)                                                               | |             |            |
| Родина: Геранієві (Geraniaceae)                                                                  | |             |            |
| Герань лісова * Geranium sylvaticum L.                                                           | Поширений на більшій частині країни. Дуже часто зростає серед беріз на схилах, у ярах і западинах, у гірській місцевості поширений до висот 700—800 м. |             |            |
| Порядок: Губоцвіті (Lamiales)                                                                    | |             |            |
| Родина: Глухокропивові (Lamiaceae)                                                               | |             |            |
| Горлянка пірамідальна * Ajuga pyramidalis L.                                                     | Трапляється тільки на північ від східного узбережжя. Росте в основному серед вересу, трав'янистих западин або схилів, іноді під скелями на висотах 350—400 м. Перебуває під захистом охорони природи. |             |            |
| Глуха кропива біла * Lamium album L.                                                             | Росте в містах, найбільш поширена в північно-західній частині. |             |            |
| Глуха кропива пурпурова * Lamium purpureum L.                                                    | Трапляється досить часто у середмістях, у тому числі в столиці. |             |            |
| М'ята водяна * Mentha aquatica L.                                                                | Рідко трапляється в Ісландії, зареєстрований лише у трьох місцях і тільки на теплому ґрунті поруч із геотермальними басейнами. |             |            |
| Суховершки звичайні * Prunella vulgaris L.                                                       | Населяє локальні осередки із теплим кліматом, особливо на півдні й заході, а також Ейяфіорді й на східному узбережжі. В інших місцях зростає майже виключно в зонах геотермальної активності. | LC          |            |
| Thymus praecox Opiz                                                                              | Поширений по всій країні від низин до висот 900—1070 м. |             |            |
| Родина: Пухирникові (Lentibulariaceae)                                                           | |             |            |
| Товстянка звичайна * Pinguicula vulgaris L.                                                      | Поширений по всій країні від низин до 800(-930) м |             |            |
| Пухирник малий * Utricularia minor L.                                                            | Росте, плаваючи у воді. Виявлений тільки в низинах до 300 м. Знайдений у кількох осередках по всій країні, чисельність скорочується і, швидше за все, скорочуватиметься. | LC          |            |
| Родина: Вовчкові (Orobanchaceae)                                                                 | |             |            |
| Бартсія альпійська * Bartsia alpina L.                                                           | Поширений по всій країні від низин до висот 800—900 м, найвище знайдений на рівні 1000 м. |             |            |
| Euphrasia calida Yeo                                                                             | Рослина була знайдена лише в кількох південних і західних геотермальних районах |             |            |
| Euphrasia frigida Pugsley                                                                        | Зростає на полях і пустищах. Поширений по всій країні. |             |            |
| Euphrasia stricta * D.Wolff ex J.F.Lehm.                                                         | Рідкісний, знайдений у кількох осередках, особливо на південному заході, біля геотермальних джерел. |             |            |
| Перестріч лучний * Melampyrum pratense L.                                                        | Виявлений тільки в лісі Ваґласкоґур (ісл. Vaglaskógur), неподалік від Акурейрі. |             |            |
| Перестріч лісовий * Melampyrum sylvaticum L.                                                     | Зростає в березових чагарниках у низинах до висоти 250 м. |             |            |
| Pedicularis flammea L.                                                                           | Зростає в горах, особливо на вологих ґрунтах і гірських болотах, рідкісний поблизу узбережжя. Найбільша висота 1100 м. |             |            |
| Rhinanthus groenlandicus Chabert                                                                 | |             |            |
| Дзвінець малий * Rhinanthus minor L.                                                             | Поширений по всій країні, за винятком центральної гірської місцевості. Часто зростає в низовинах, найвище знайдений на рівні 700 м. |             |            |
| Родина: Подорожникові (Plantaginaceae)                                                           | |             |            |
| Callitriche brutia Petagna                                                                       | Рідкісна рослина, що зростає в кількох заболочених місцях, особливо на південному заході. | LC          |            |
| Виринниця гачкувата * Callitriche hamulata Kütz. ex W.D.J. Koch                                  | Водна рослина, поширена по всій країні в низинах, найвище знайдена на 600 м. |             |            |
| Виринниця двостатева * Callitriche hermaphroditica L.                                            | Рідкісна водна рослина, яка росте під водою, розташована у кількох місцях, розосереджено по всій країні. | LC          |            |
| Виринниця болотна * Callitriche palustris L.                                                     | Досить поширена водна трава в низинах. | LC          |            |
| Виринниця ставкова * Callitriche stagnalis Scop                                                  | Росте у багатьох каналах і басейнах на південному заході. В інших місцях, рідкісні й, імовірно, тільки в геотермальних місцях за межами південно-західних земель. Зростає переважно в низинах нижче 200 м, найвище розташований на 740 м. | LC          |            |
| Водяна сосонка ланцетолиста Hippuris lanceolata Retz.                                            | Водна рослина, яка росте на мілководді й може покрити великі площі. Зростає по всій країні, часто в озерах, пов'язаних з океаном, але також знайдена в ізольованих водоймах центру країни. Більшість місць зростання розташована в низинах на півночі країни, але вид також виявлений на висотах до 500 м у гірській місцевості.                                  |             |            |
| Hippuris tetraphylla L. f.                                                                       | Рідкісний, знайдений у кількох місцях на півночі країни в каналах і мулистих місцях. | LC          |            |
| Водяна сосонка звичайна * Hippuris vulgaris L.                                                   | Це водна рослина, що зростає в ставках і здатна покрити великі площі в мілких водоймах. Поширена по всій країні, хоча в гірській місцевості трапляється зрідка; найвище знайдена на 650 м н.р.м. | LC          |            |
| Littorella uniflora (L.) Asch.                                                                   | Досить поширений на південному заході, і рідкісний в інших районах країни. Росте в основному в ставках або мілководних озерах. Росте в низинах нижче 300 м, винятком є два озера на висотах 410 і 600 м. | LC          |            |
| Подорожник ланцетолистий * Plantago lanceolata L.                                                | Основним місцем зростання є південь країни. Знайдений переважно на крутих трав'яних схилах. На півночі країни зростає майже виключно поряд з геотермальними джерелами. |             |            |
| Подорожник великий * Plantago major L.                                                           | Зростає на південному заході й заході у міських районах і біля геотермальних джерел, на півночі лише біля теплих джерел. | LC          |            |
| Подорожник морський Plantago maritima L.                                                         | Трапляється переважно на скелях, іноді в центрі країни, але частіше на морських скелях, а іноді на солончаках; росте від низин до висоти 600—680 м. | LC          |            |
| Вероніка альпійська * Veronica alpina L.                                                         | Поширений по всій країні, переважно на висотах 300—1100(1460) м. |             |            |
| Вероніка джерельна * Veronica anagallis-aquatica L.                                              | Рідкісний, знайдений тільки в кількох термальних басейнах і струмках, великою мірою на південному заході. Росте від низин до висот 350—500 м. | LC          |            |
| Вероніка струмкова * Veronica beccabunga L.                                                      | | LC          |            |
| Вероніка кущикова * Veronica fruticans Jacq.                                                     | Поширений по всій країні, від низин до висот 800—1000 м. Переважно населяє зсуви й скелі. |             |            |
| Вероніка лікарська * Veronica officinalis L.                                                     | Поширений на півдні й заході країни; в інших місцях рідкісний. Населяє переважно низини аж до висот 350—500 м. |             |            |
| Вероніка щиткова * Veronica scutellata L.                                                        | Відома по всій країні, зростає у ставках і на мулистих місцях, найчастіше на південному заході й у центрі півночі, найвище на 600 м н.р.м. | LC          |            |
| Вероніка чебрецелиста * Veronica serpyllifolia L.                                                | Відома по всій країні, але рідкісна на південному сході. Росте у напіввологому ґрунті, часто вздовж струмків і канав від низин до висоти 600 м, найвище — 700 м. | LC          |            |
| Родина: Phrymaceae                                                                               | |             |            |
| Губастик крапчастий * Mimulus guttatus DC.                                                       | Вирощують як декоративний у парках і садах, але вид легко поширюється вздовж струмків. |             |            |
| Родина: Ранникові (Scrophulariaceae)                                                             | |             |            |
| Мулянка водяна * Limosella aquatica L.                                                           | Зростає по всій країні у вологих або грязьових місцях майже виключно в низинах, найвище — на рівні 280 м. | LC          |            |
| Порядок: Мальпігієві (Malpighiales)                                                              | |             |            |
| Родина: Льонові (Linaceae)                                                                       | |             |            |
| Льон проносний * Linum catharticum L.                                                            | Зростає переважно в низинах на півдні, частині півночі й східного узбережжя. |             |            |
| Родина: Вербові (Salicaceae)                                                                     | |             |            |
| Осика * Populus tremula L.                                                                       | Рідкісний автохтонний вид, який можна знайти в дикій природі тільки на півночі та сході острова. |             |            |
| Тополя бальзамічна Populus trichocarpa Torr. & A.Gray                                            | Уведений для лісового господарства з Аляски в 1944 році й поширився, особливо на півночі й південному заході. |             |            |
| Salix alaxensis (Andersson) Coville                                                              | Інтродукований вид, поширюється насінням за межі насаджень. |             |            |
| Верба арктична Salix arctica Pall.                                                               | Поширений по всій країні. Є одним з найбільш поширених видів у горах і на пагорбах. У геотермальній області росте на рівні 1200 м. |             |            |
| Верба козяча * Salix caprea L.                                                                   | Імпортований вид, особливо для вирощування в садах. Вид поширився за межі культивування у кількох місцях, напр. поблизу Еґільсстадіра та Граварвогура |             |            |
| Верба трав'яна * Salix herbacea L.                                                               | Поширений по всій країні до висоти 1000 м. Населяє улоговини в снігу в горах, а також намули або навіть болотні купини. |             |            |
| Верба шерстиста Salix lanata L.                                                                  | Поширений по всій країні до висоти 1000 м, найвище знайдений на рівні 1180 м у геотермальній області. | LC          |            |
| Верба мирзинолиста * Salix myrsinifolia Salisb.                                                  | Уперше імпортовано в 1940 році, посаджена в садах і лісосмугах, потім розсіялася швидко за їхні межі. |             |            |
| Верба філіколиста * Salix phylicifolia L.                                                        | Поширений по всій країні до висот 550—600 м. Обирає нижні й вологі ділянки в березовому лісі. |             |            |
| Родина: Фіалкові (Violaceae)                                                                     | |             |            |
| Фіалка собача * Viola canina L.                                                                  | Поширений по всій країні від низин до висоти 500—630 м. |             |            |
| Фіалка різнолиста * Viola epipsila Ledeb.                                                        | Зростає майже виключно на півночі, північному сході та сході. |             |            |
| Фіалка болотна * Viola palustris L.                                                              | Поширений по всій країні, від низин до висоти 600(найвище 990) м. Часто трапляється вздовж струмків або у вологих улоговинах в ярах. | LC          |            |
| Фіалка Рівінієва * Viola riviniana Rchb.                                                         | Досить рідкісний, найбільше розповсюджений в чотирьох областях: Рейк'янесскаґі, Снайфельснес, на півночі й на сході. зростає переважно на трав'яних схилах і в западинах, в низинах до 200 м. |             |            |
| Фіалка триколірна * Viola tricolor L.                                                            | Поширений вид у деяких районах на півночі й заході країни, але в інших місцях рідкісний. Зростає переважно на гравійних або сухих схилах та пісках. |             |            |
| Порядок: Миртоцвіті (Myrtales)                                                                   | |             |            |
| Родина: Онагрові (Onagraceae)                                                                    | |             |            |
| Хаменерій вузьколистий * Chamerion angustifolium (L.) Holub                                      | Рідкісний, розсіяно трапляється по всій країні в міських районах і дико росте на пагорбах схилів і скель. |             |            |
| Chamerion latifolium (L.) Sweet                                                                  | По всій країні, особливо в гірській місцевості й уздовж річок. |             |            |
| Зніт алсинолистий * Epilobium alsinifolium Vill.                                                 | Поширений по всій країні від низин до висоти 750—1170 м. |             |            |
| Зніт курячоочковий * Epilobium anagallidifolium Lam.                                             | Загалом, поширений по всій країні, але рідкісний або й відсутній у низинах, особливо на півдні. Найпоширеніший на висотах від 350 до 1000 м. |             |            |
| Epilobium ciliatum Raf.                                                                          | Уведений до країни до 1955 року, відтоді значно поширився всім південним заходом й Ейяфіорді |             |            |
| Зніт пагорбковий * Epilobium collinum C. C. Gmel.                                                | Зростає на крутих схилах або скелях проти сонця, зрідка трапляється вище 400 м, у геотермальних зонах близько 750 м. |             |            |
| Epilobium hornemannii Rchb.                                                                      | Поширений по всій країні, особливо в горах, відсутній або рідкісний у низовинах півдня. |             |            |
| Epilobium lactiflorum Hausskn.                                                                   | Зрідка трапляється по всій країні, рідкісний у низовинах на півдні. Зростає здебільшого в затінених місцях в глибоких ярах, ущелинах або на крутих схилах. Найвище було виявлено на рівні 480 м. |             |            |
| Зніт болотний * Epilobium palustre L.                                                            | Поширений по всій країні, за винятком високих гір. Зростає на болотах. |             |            |
| Порядок: Квасеницецвіті (Oxalidales)                                                             | |             |            |
| Родина: Квасеницеві (Oxalidaceae)                                                                | |             |            |
| Квасениця звичайна * Oxalis acetosella L.                                                        | Украй рідкісний вид, знайдений у кількох осередках на сході. Перебуває під захистом природоохоронних законів. Завжди зростає в тіні: або в лісах, або в порожнинах між скелями. |             |            |
| Порядок: Жовтецевоцвіті (Ranunculales)                                                           | |             |            |
| Родина: Макові (Papaveraceae)                                                                    | |             |            |
| Papaver croceum Ledeb.                                                                           | Широко культивується, поширюється легко й далеко. Населяє приміські райони, а також осипи, гравійні кар'єри. Квітки білі, жовті й оранжеві. |             |            |
| Papaver nudicaule L.                                                                             | Стійкий адвентивний вид |             |            |
| Мак полярний Papaver radicatum Rottb.                                                            | Зростає переважно на гравійних та піщаних ґрунтах, а іноді й на гірських породах. Поширений на північному заході й південному сході; велика частина популяцій описана на висотах від 600 до 1000 м. |             |            |
| Родина: Жовтецеві (Ranunculaceae)                                                                | |             |            |
| Анемона дібровна * Anemone nemorosa L.                                                           | Уведений; уперше з'явився незадовго до 1990 року. Посаджений на пагорбах річки Еліди, відтоді розповсюдився кількома напрямками, і добре росте. |             |            |
| Калюжниця болотна * Caltha palustris L.                                                          | Поширений від низин до висоти 300—400 м; найвище у геотермальному районі на рівні 600 м. Зростає поблизу джерел і струмків, що впадають у болота, у канавах уздовж доріг. | LC          |            |
| Жовтець їдкий * Ranunculus acris L.                                                              | Поширений по всій країні, від низин до висоти 1000—1100 м. |             |            |
| Жовтець золотистий * Ranunculus auricomus L.                                                     | Рідкісний, його можна знайти лише в сільській місцевості. Як правило, росте на крутих кам'янистих горах, часто кам'янистих зсувах від низин до висоти 600—680 м. |             |            |
| Ranunculus glacialis L.                                                                          | Населяє базальтові райони країни, але рідко — туфові. Зростає на гравійних ділянках, скелях і зсувах, поширений до висоти 1500—1550 м. |             |            |
| Ranunculus hyperboreus Rottb.                                                                    | Зростає по всій країні у вологих умовах, особливо в мулі канав і струмках. Підіймається часто до висоти 800 м, найвище знайдений на рівні 1060 м. | LC          |            |
| Ranunculus pygmaeus Wahlenb.                                                                     | Зростає виключно в горах, переважно трапляється у сирих балках, на трав'яних схилах пагорбів; найвище місце перебування розташоване на рівні 1440 м. |             |            |
| Жовтець повзучий * Ranunculus repens L.                                                          | Зростає переважно на занедбаних фермах і в міських районах. |             |            |
| Жовтець сланкий * Ranunculus reptans L.                                                          | Зростає на вологих глинистих ґрунтах, у потоках і ставках з мулистим дном. Підіймається до висоти 720 м над рівнем моря. |             |            |
| Ranunculus trichophyllus * Chaix                                                                 | Зростає під водою, виявлений у ставках і водно-болотних угіддях гірської місцевості, підіймається до висоти 770 м. | LC          |            |
| Thalictrum alpinum * L.                                                                          | Досить рідкісний, знайдений у кількох місцях. |             |            |
| Порядок: Розоцвіті (Rosales)                                                                     | |             |            |
| Родина: Білозорові (Parnassiaceae)                                                               | |             |            |
| Білозір болотний * Parnassia palustris L.                                                        | Поширений по всій країні. Зростає переважно на сухих луках, болотах від низин і до висоти приблизно 700 м, найвище — 930 м. | LC          |            |
| Родина: Розові (Rosaceae)                                                                        | |             |            |
| Alchemilla alpina L.                                                                             | Поширений по всій країні від низин до висот близько 700—800(930) м. |             |            |
| Alchemilla faeroensis (Lange) Buser                                                              | Досить поширений на сході. Зростає від низин до висоти 600—650 м, найвище знайдений на рівні 800 м. |             |            |
| Alchemilla filicaulis Buser                                                                      | Поширений по всій країні переважно в западинах, часто в ярах уздовж струмків. |             |            |
| Alchemilla glabra * Neygenf.                                                                     | Зростає в кількох місцях в різних частинах країни. Більш точна інформація про поширення відсутня. |             |            |
| Alchemilla glomerulans Buser                                                                     | Поширений по всій країні, часто помірно гірський. |             |            |
| Приворотень напівзарубчастий * Alchemilla subcrenata Buser                                       | Рідкісний, був знайдений у кількох місцях, особливо в поселеннях. |             |            |
| Alchemilla wichurae (Buser) Stefánsson                                                           | У всіх частинах країни зростає переважно в ярах, захищених місцях і тільки в низинах. |             |            |
| Вовче тіло болотне * Comarum palustre L.                                                         | Поширений у болотах у низинах країни на висотах 5–600 м. | LC          |            |
| Дріада восьмипелюсткова * Dryas octopetala L.                                                    | Поширений по всій країні. Знайдений у горах до висоти 1000 м, найвище, 1200 м. |             |            |
| Гадючник в'язолистий * Filipendula ulmaria (L.) Maxim.                                           | Поширений у деяких частинах країни, особливо на півдні, заході й у центрі півночі. Трапляється переважно в низинах до висоти 300 м, найвища популяція описана на рівні 400 м. | LC          |            |
| Суниці лісові * Fragaria vesca L.                                                                | Поширений у різних частинах країни, особливо полюбляє круті схили; зростає майже виключно в низинах, рідко трапляється вище 350 м. |             |            |
| Гравілат річковий * Geum rivale L.                                                               | Поширений по всій країні, за винятком південного сходу, там, здається, відсутній на великих площах. |             |            |
| Перстач гусячий * Potentilla anserina L.                                                         | Вид поширений у прибережній і рідко зростає в центральній гірській місцевості. | LC          |            |
| Перстач Крантца * Potentilla crantzii (Crantz) Beck ex Fritsch                                   | Поширений по всій країні. Найвище був виявлений на висоті 1200 м. Зростає на пустищах. |             |            |
| Перстач прямостоячий * Potentilla erecta (L.) Raeusch.                                           | Рідкісний, зростає на геотермальних пляжах. |             |            |
| Шипшина чагарникова * Rosa dumalis Bechst.                                                       | Украй рідкісний. Уперше виявлений у 1756 році на південному сході. Росте на крутому схилі; перебуває під природоохоронним захистом. |             |            |
| Шипшина найколючіша * Rosa spinosissima L.                                                       | Рідкісний чагарник, що зростає на трав'яних і вересових схилах і навіть на кам'янистих гірських схилах. Перебуває під природоохоронним захистом. |             |            |
| Костяниця * Rubus saxatilis L.                                                                   | Поширений в рівнинних районах країни. Росте на родючих схилах й улоговинах, часто в лісах. Зростає найбільше в низинах, однак, місцями трапляється до висоти 500 м при хороших умовах. |             |            |
| Sanguisorba alpina Bunge                                                                         | Рослина спершу інтродукована для розведення, але утворила стійкі популяції по всій країні. |             |            |
| Родовик лікарський * Sanguisorba officinalis L.                                                  | Досить рідкісний, має обмежене поширення, на південному заході й заході. Зростає на трав'яних ділянках і схилах. |             |            |
| Sibbaldia procumbens L.                                                                          | Поширений на торфовищах і в горах по всій країні, подекуди підіймається до висоти 1100—1220 м. |             |            |
| Горобина звичайна * Sorbus aucuparia L.                                                          | Поширений по всій країні, особливо в березових чагарниках. Широко культивується і розповсюджується птахами. |             |            |
| Родина: Кропивні (Urticaceae)                                                                    | |             |            |
| Кропива дводомна * Urtica dioica L.                                                              | Трапляється лише в містах і садибах. |             |            |
| Кропива жалка * Urtica urens L.                                                                  | Знайдено в кількох осередках по всій країні, особливо на південно-західному узбережжі. |             |            |
| Порядок: Ломикаменецвіті (Saxifragales)                                                          | |             |            |
| Родина: Товстолисті (Crassulaceae)                                                               | |             |            |
| Crassula aquatica (L.) Schönland                                                                 | Виявлений тільки на півдні, де зростає лише в геотермальних водах. Перебуває під охороною. |             |            |
| Родіола рожева * Rhodiola rosea L.                                                               | Поширений у багатьох районах країни від низин до висоти 1000 м. |             |            |
| Очиток їдкий * Sedum acre L.                                                                     | Відомий у багатьох районах країни, зростає переважно на гравії, серед каміння, найвище на рівні 1290 м. |             |            |
| Очиток однорічний * Sedum annuum L.                                                              | Трапляється у багатьох місцях в низинах на заході й півдні країни, а також у центрі півночі. Росте на захищених від вітру скелях, зсувах. |             |            |
| Sedum villosum L.                                                                                | Поширений по всій країні від низовин до висоти 1000 м, хоча рідко підіймається вище 800 м. |             |            |
| Родина: Столисникові (Haloragaceae)                                                              | |             |            |
| Водопериця черговоквіткова * Myriophyllum alterniflorum DC.                                      | Росте під водою, верхній лист і квіти плавають на поверхні. Поширений по всій країні, в заповнених водою канавах і каналах, у ставках і озерах, розташованих до висот 550—800 м. | LC          |            |
| Водопериця сибірська Myriophyllum sibiricum Komarov                                              | Знайдений у кількох місцях на північному сході. | LC          |            |
| Водопериця колосиста * Myriophyllum spicatum L.                                                  | Росте під водою. Зростає, у тому числі, на глибині, часто у великих озерах, найвище на рівні 340 м. | LC          |            |
| Родина: Ломикаменеві (Saxifragaceae)                                                             | |             |            |
| Micranthes foliolosa (R.Br.) Gornall                                                             | Рідкісний і перебуває під природоохоронним захистом. Знайдений тільки в кількох гірських районах (зазвичай на висотах 800—1200 м) у центральній частині півночі. | LC          |            |
| Micranthes nivalis L.                                                                            | Поширений по всій країні до висоти 1200 м над рівнем моря, найвище знайдений на рівні 1520 м. |             |            |
| Micranthes tenuis (Wahlenb.) Small                                                               | Досить рідкісний. Зростає, як правило, на висотах від 600 до 1300 м, найвище — 1440 м. |             |            |
| Ломикамінь аїзоподібний * Saxifraga aizoides L.                                                  | Поширений на східному й південно-східному узбережжі. Росте на зволожених скелях. Найвища знахідка зареєстрована на висоті 620 м. |             |            |
| Saxifraga cernua L.                                                                              | Населяє гористі місцини по всій країні, хоча і менш поширений на заході й півдні, ніж в інших районах. Трапляється у каньйонах, ярах і зсувах, особливо в горах, часто підіймається до висоти 1300 м, найвище знайдений на рівні 1520 м. |             |            |
| Saxifraga cespitosa L.                                                                           | Зростає на щебені, в ярах, зсувах і гірських районах по всій країні. Трапляється від низин до висот понад 1500 м, найвище — 1660 м. |             |            |
| Saxifraga cotyledon L.                                                                           | Поширений на півдні та південному сході. Зростає найчастіше на скелях переважно в низинах на висотах до 300 м. |             |            |
| Ломикамінь болотний * Saxifraga hirculus L.                                                      | Поширений по всій країні, особливо в гірській місцевості. Зростає на вологому торф'яному ґрунті або вологих мілинах на висотах до 800—1000 м. |             |            |
| Saxifraga hypnoides L.                                                                           | Поширений по всій країні. Добре росте на трав'яних, крутих схилах або мохових кам'яних зсувах. Найвище він був знайдений на рівні 1530 м. |             |            |
| Ломикамінь супротивнолистий * Saxifraga oppositifolia L.                                         | Поширений по всій країні. Росте на гравію і скелях від низин до висоти 1500 м, найвище — 1640 м. |             |            |
| Ломикамінь волосистий * Saxifraga paniculata Mill.                                               | Рідкісний. Зростає на скелях нижче 500 м. Найбільш поширений на сході. |             |            |
| Saxifraga rivularis L.                                                                           | Поширений по всій країні, особливо в горах і на пагорбах, а подекуди і на морських скелях. Підіймається до 1500 м над рівнем моря. |             |            |
| Saxifraga rosacea Moench                                                                         | Поширений по всій країні. |             |            |
| Ломикамінь зірчастий * Saxifraga stellaris L.                                                    | Поширений по всій країні, від низин до висоти 1000 м. |             |            |